# Liste des églises des Ardennes
La liste des églises des Ardennes vise à situer les églises du département français des Ardennes. Il est fait état des diverses protections dont elles peuvent bénéficier, et notamment les inscriptions et classements au titre des monuments historiques.

## Rattachement diocésain des églises catholiques
En ce qui concerne le culte catholique, les églises sont situées dans l'archidiocèse de Reims comprenant le département des Ardennes, augmenté de l'arrondissement de Reims, excepté pendant la période révolutionnaire où elles ont été rattachées à l'éphémère diocèse de Sedan, cette « tragique rencontre du Christianisme et de la Révolution » selon les mots de Jean Jaurès. 

## Statistiques

### Nombres
Le département des Ardennes comprend 449 communes au 1er janvier 2023.
Depuis 2022, l'archidiocèse de Reims compte 76 paroisses.

## Liste des églises catholiques classées par commune par ordre alphabétique
Le classement ci-après se fait par commune selon l'ordre alphabétique.
Il est fait état des diverses protections dont elles peuvent bénéficier, et notamment les inscriptions et classements au titre des monuments historiques.
| Église                                                                   | Commune                         | Adresse | Coordonnées                      | Notice         | Protection                                                                          | Date        | Illustration                                                             |
| ------------------------------------------------------------------------ | ------------------------------- | ------- | -------------------------------- | -------------- | ----------------------------------------------------------------------------------- | ----------- | ------------------------------------------------------------------------ |
| Église Saint-Pierre d'Acy-Romance                                        | Acy-Romance                     |         | 49° 30′ 04″ nord, 4° 20′ 29″ est |                |                                                                                     |             | Église Saint-Pierre d'Acy-Romance                                        |
| Église Saint-Quentin d'Aiglemont                                         | Aiglemont                       |         | 49° 46′ 53″ nord, 4° 45′ 58″ est |                |                                                                                     |             | Église Saint-Quentin d'Aiglemont                                         |
| Église Saint-Remi d'Aire                                                 | Aire                            |         | 49° 28′ 53″ nord, 4° 09′ 43″ est |                |                                                                                     |             | Église Saint-Remi d'Aire                                                 |
| Église Saint-Hilaire d'Alincourt                                         | Alincourt                       |         | 49° 24′ 15″ nord, 4° 20′ 43″ est |                |                                                                                     |             | Église Saint-Hilaire d'Alincourt                                         |
| Église Sainte-Catherine d'Alland'Huy-et-Sausseuil                        | Alland'Huy-et-Sausseuil         |         | 49° 30′ 46″ nord, 4° 33′ 22″ est | « PA00078329 » | Classé MH                                                                           | 1986        | Église Sainte-Catherine d'Alland'Huy-et-Sausseuil                        |
| Église Saint-Martin d'Amagne                                             | Amagne                          |         | 49° 31′ 00″ nord, 4° 30′ 22″ est | « PA00078330 » | Classé MH                                                                           | 1910        | Église Saint-Martin d'Amagne                                             |
| Église Saint-Pierre-aux-Liens d'Ambly-Fleury                             | Ambly-Fleury                    |         | 49° 29′ 10″ nord, 4° 29′ 30″ est |                |                                                                                     |             | Église Saint-Pierre-aux-Liens d'Ambly-Fleury                             |
| Église Saint-Pierre d'Anchamps                                           | Anchamps                        |         | 49° 55′ 52″ nord, 4° 40′ 34″ est |                |                                                                                     |             | Image manquante Téléverser                                               |
| Église Saint-Médard d'Angecourt                                          | Angecourt                       |         | 49° 38′ 05″ nord, 4° 58′ 51″ est |                |                                                                                     |             | Église Saint-Médard d'Angecourt                                          |
| Église Saint-Sulpice d'Annelles                                          | Annelles                        |         | 49° 25′ 40″ nord, 4° 25′ 08″ est |                |                                                                                     |             | Image manquante Téléverser                                               |
| Église Saint-Remy d'Antheny                                              | Antheny                         |         | 49° 50′ 52″ nord, 4° 18′ 49″ est |                |                                                                                     |             | Église Saint-Remy d'Antheny                                              |
| Église Saint-Remy d'Aouste                                               | Aouste                          |         | 49° 47′ 57″ nord, 4° 19′ 03″ est | « PA00078332 » | Classé MH                                                                           | 1922        | Église Saint-Remy d'Aouste                                               |
| Église Saint-Martin d'Apremont                                           | Apremont                        |         | 49° 16′ 11″ nord, 4° 59′ 18″ est |                |                                                                                     |             | Église Saint-Martin d'Apremont                                           |
| Église Notre-Dame d'Ardeuil-et-Montfauxelles                             | Ardeuil-et-Montfauxelles        |         | 49° 16′ 06″ nord, 4° 42′ 22″ est |                |                                                                                     |             | Église Notre-Dame d'Ardeuil-et-Montfauxelles                             |
| Église Saint-Médard d'Arnicourt                                          | Arnicourt                       |         | 49° 33′ 23″ nord, 4° 20′ 53″ est |                |                                                                                     |             | Église Saint-Médard d'Arnicourt                                          |
| Église Saint-Lambert d'Arreux                                            | Arreux                          |         | 49° 49′ 30″ nord, 4° 39′ 05″ est |                |                                                                                     |             | Église Saint-Lambert d'Arreux                                            |
| Église Saint-Georges d'Artaise-le-Vivier                                 | Artaise-le-Vivier               |         | 49° 34′ 41″ nord, 4° 53′ 44″ est |                |                                                                                     |             | Église Saint-Georges d'Artaise-le-Vivier                                 |
| Église Saint-Didier d'Asfeld                                             | Asfeld                          |         | 49° 28′ 11″ nord, 4° 07′ 05″ est | « PA00078333 » | Classé MH                                                                           | 1913        | Église Saint-Didier d'Asfeld                                             |
| Église Saint-Pierre-et-Saint-Paul de Juzancourt                          | Asfeld                          |         | 49° 29′ 22″ nord, 4° 06′ 52″ est |                |                                                                                     |             | Image manquante Téléverser                                               |
| Église Notre-Dame d'Attigny                                              | Attigny                         |         | 49° 28′ 42″ nord, 4° 34′ 38″ est | « PA00078334 » | Classé MH                                                                           | 1910        | Église Notre-Dame d'Attigny                                              |
| Église Saint-Martin d'Aubigny-les-Pothées                                | Aubigny-les-Pothées             |         | 49° 46′ 35″ nord, 4° 26′ 08″ est | « PA08000020 » | Inscrit MH                                                                          | 2019        | Église Saint-Martin d'Aubigny-les-Pothées                                |
| Église Saint-Martin d'Auboncourt-Vauzelles                               | Auboncourt-Vauzelles            |         | 49° 33′ 08″ nord, 4° 29′ 29″ est |                |                                                                                     |             | Église Saint-Martin d'Auboncourt-Vauzelles                               |
| Église Saint-Maurice d'Aubrives                                          | Aubrives                        |         | 50° 06′ 05″ nord, 4° 45′ 49″ est |                |                                                                                     |             | Église Saint-Maurice d'Aubrives                                          |
| Église Saint-Remi d'Auflance                                             | Auflance                        |         | 49° 36′ 59″ nord, 5° 17′ 22″ est |                |                                                                                     |             | Image manquante Téléverser                                               |
| Église Saint-Géry d'Auge                                                 | Auge                            |         | 49° 51′ 37″ nord, 4° 16′ 11″ est |                |                                                                                     |             | Église Saint-Géry d'Auge                                                 |
| Église Saint-Georges d'Aure                                              | Aure                            |         | 49° 16′ 27″ nord, 4° 38′ 09″ est |                |                                                                                     |             | Église Saint-Georges d'Aure                                              |
| Église Saint-Sindulphe d'Aussonce                                        | Aussonce                        |         | 49° 21′ 02″ nord, 4° 19′ 22″ est |                |                                                                                     |             | Église Saint-Sindulphe d'Aussonce                                        |
| Église Saint-Martin d'Authe                                              | Authe                           |         | 49° 27′ 32″ nord, 4° 52′ 41″ est | « PA00078336 » | Classé MH                                                                           | 1920        | Église Saint-Martin d'Authe                                              |
| Église Saint-Victor d'Autrecourt-et-Pourron                              | Autrecourt-et-Pourron           |         | 49° 36′ 45″ nord, 5° 01′ 51″ est |                |                                                                                     |             | Église Saint-Victor d'Autrecourt-et-Pourron                              |
| Église Saint-Nicolas d'Autruche                                          | Autruche                        |         | 49° 27′ 13″ nord, 4° 53′ 59″ est | « PA00078337 » | Inscrit MH                                                                          | 1980        | Église Saint-Nicolas d'Autruche                                          |
| Église Notre-Dame-de-la-Confiance d'Autry                                | Autry                           |         | 49° 16′ 05″ nord, 4° 50′ 15″ est |                |                                                                                     |             | Église Notre-Dame-de-la-Confiance d'Autry                                |
| Église Saint-Nicolas d'Auvillers-les-Forges                              | Auvillers-les-Forges            |         | 49° 51′ 48″ nord, 4° 21′ 32″ est |                |                                                                                     |             | Église Saint-Nicolas d'Auvillers-les-Forges                              |
| Église Saint-Rémi d'Avançon                                              | Avançon                         |         | 49° 28′ 31″ nord, 4° 14′ 42″ est | « PA00078338 » | Inscrit MH Eglise, à l'exception des parties classées ; Classé MH Chœur et transept | 1926 ; 1942 | Église Saint-Rémi d'Avançon                                              |
| Église Notre-Dame d'Avaux                                                | Avaux                           |         | 49° 27′ 22″ nord, 4° 05′ 03″ est |                |                                                                                     |             | Église Notre-Dame d'Avaux                                                |
| Église Saint-Jacques du Chesne                                           | Bairon et ses environs          |         | 49° 30′ 49″ nord, 4° 45′ 50″ est | « PA00078425 » | Classé MH                                                                           | 1922        | Église Saint-Jacques du Chesne                                           |
| Église Saint-Nicaise de Louvergny                                        | Bairon et ses environs          |         | 49° 33′ 08″ nord, 4° 44′ 22″ est |                |                                                                                     |             | Église Saint-Nicaise de Louvergny                                        |
| Église Saint-Jean-Baptiste des Alleux                                    | Bairon et ses environs          |         | 49° 28′ 20″ nord, 4° 44′ 12″ est |                |                                                                                     |             | Église Saint-Jean-Baptiste des Alleux                                    |
| Église Notre-Dame de Balan                                               | Balan                           |         | 49° 41′ 16″ nord, 4° 57′ 45″ est |                |                                                                                     |             | Image manquante Téléverser                                               |
| Église Saint-Jean-Baptiste de Balham                                     | Balham                          |         | 49° 29′ 29″ nord, 4° 09′ 43″ est |                |                                                                                     |             | Église Saint-Jean-Baptiste de Balham                                     |
| Église Notre-Dame de Ballay                                              | Ballay                          |         | 49° 25′ 46″ nord, 4° 44′ 55″ est | « EA08000001 » |                                                                                     |             | Église Notre-Dame de Ballay                                              |
| Église Saint-Simon de Banogne-Recouvrance                                | Banogne-Recouvrance             |         | 49° 34′ 23″ nord, 4° 07′ 40″ est |                |                                                                                     |             | Église Saint-Simon de Banogne-Recouvrance                                |
| Église Saint-Maurice de Bar-lès-Buzancy                                  | Bar-lès-Buzancy                 |         | 49° 26′ 00″ nord, 4° 56′ 32″ est |                |                                                                                     |             | Église Saint-Maurice de Bar-lès-Buzancy                                  |
| Église Sainte-Anne de Barbaise                                           | Barbaise                        |         | 49° 39′ 56″ nord, 4° 34′ 45″ est |                |                                                                                     |             | Église Sainte-Anne de Barbaise                                           |
| Église Saint-Jean-Baptiste de Barby                                      | Barby                           |         | 49° 31′ 19″ nord, 4° 18′ 49″ est |                |                                                                                     |             | Église Saint-Jean-Baptiste de Barby                                      |
| Église Notre-Dame de Bayonville                                          | Bayonville                      |         | 49° 23′ 41″ nord, 5° 00′ 15″ est |                |                                                                                     |             | Église Notre-Dame de Bayonville                                          |
| Église de Chennery                                                       | Bayonville                      |         | 49° 23′ 25″ nord, 4° 59′ 57″ est |                |                                                                                     |             | Image manquante Téléverser                                               |
| Église Saint-Martin de Bazeilles                                         | Bazeilles                       |         | 49° 40′ 31″ nord, 4° 58′ 37″ est |                |                                                                                     |             | Image manquante Téléverser                                               |
| Église Saint-Ponce de Villers-Cernay                                     | Bazeilles                       |         | 49° 43′ 01″ nord, 5° 01′ 57″ est |                |                                                                                     |             | Image manquante Téléverser                                               |
| Église Saint-Remi de Rubécourt-et-Lamécourt                              | Bazeilles                       |         | 49° 41′ 21″ nord, 5° 01′ 24″ est |                |                                                                                     |             | Église Saint-Remi de Rubécourt-et-Lamécourt                              |
| Église Saint-Remi de Baâlons                                             | Baâlons                         |         | 49° 35′ 38″ nord, 4° 40′ 11″ est |                |                                                                                     |             | Église Saint-Remi de Baâlons                                             |
| Église Saint-Jean-Baptiste de Beaumont-en-Argonne                        | Beaumont-en-Argonne             |         | 49° 32′ 18″ nord, 5° 03′ 26″ est |                |                                                                                     |             | Église Saint-Jean-Baptiste de Beaumont-en-Argonne                        |
| Église Saint-Remacle de Beffu-et-le-Morthomme                            | Beffu-et-le-Morthomme           |         | 49° 22′ 09″ nord, 4° 54′ 00″ est |                |                                                                                     |             | Église Saint-Remacle de Beffu-et-le-Morthomme                            |
| Église de la Décollation-de-Saint-Jean-Baptiste de Châtillon-sur-Bar     | Belleville-et-Châtillon-sur-Bar |         | 49° 28′ 12″ nord, 4° 49′ 27″ est | « PA00078346 » | Inscrit MH                                                                          | 1930        | Église de la Décollation-de-Saint-Jean-Baptiste de Châtillon-sur-Bar     |
| Église Notre-Dame de Belleville-sur-Bar                                  | Belleville-et-Châtillon-sur-Bar |         | 49° 26′ 49″ nord, 4° 49′ 45″ est |                |                                                                                     |             | Église Notre-Dame de Belleville-sur-Bar                                  |
| Église Saint-Nicolas de Belval                                           | Belval                          |         | 49° 46′ 35″ nord, 4° 38′ 03″ est |                |                                                                                     |             | Église Saint-Nicolas de Belval                                           |
| Église Saint-Pierre-aux-Liens de Bergnicourt                             | Bergnicourt                     |         | 49° 25′ 14″ nord, 4° 15′ 16″ est |                |                                                                                     |             | Image manquante Téléverser                                               |
| Église Saint-Nicolas de Bertoncourt                                      | Bertoncourt                     |         | 49° 32′ 11″ nord, 4° 24′ 03″ est |                |                                                                                     |             | Église Saint-Nicolas de Bertoncourt                                      |
| Église Saint-Crépin-et-Saint-Crépinien de Biermes                        | Biermes                         |         | 49° 29′ 13″ nord, 4° 23′ 11″ est |                |                                                                                     |             | Église Saint-Crépin-et-Saint-Crépinien de Biermes                        |
| Église Saint-Louis de Bignicourt                                         | Bignicourt                      |         | 49° 23′ 56″ nord, 4° 25′ 32″ est |                |                                                                                     |             | Église Saint-Louis de Bignicourt                                         |
| Église Saint-Pierre de Bièvres                                           | Bièvres                         |         | 49° 33′ 25″ nord, 5° 15′ 50″ est |                |                                                                                     |             | Église Saint-Pierre de Bièvres                                           |
| Église Saint-Rémi de Blagny                                              | Blagny                          |         | 49° 37′ 10″ nord, 5° 11′ 29″ est |                |                                                                                     |             | Église Saint-Rémi de Blagny                                              |
| Abbatiale de Blanchefosse                                                | Blanchefosse-et-Bay             |         | 49° 47′ 09″ nord, 4° 14′ 26″ est | « PA00078348 » | Inscrit MH                                                                          | 1926        | Abbatiale de Blanchefosse                                                |
| Église Saint-Jean-Baptiste de Blanchefosse                               | Blanchefosse-et-Bay             |         | 49° 46′ 37″ nord, 4° 14′ 09″ est |                |                                                                                     |             | Église Saint-Jean-Baptiste de Blanchefosse                               |
| Église Saint-Thomas de Bay                                               | Blanchefosse-et-Bay             |         | 49° 45′ 59″ nord, 4° 15′ 06″ est |                |                                                                                     |             | Église Saint-Thomas de Bay                                               |
| Église Saint-Pierre-aux-Liens de Blanzy-la-Salonnaise                    | Blanzy-la-Salonnaise            |         | 49° 29′ 19″ nord, 4° 10′ 15″ est |                |                                                                                     |             | Église Saint-Pierre-aux-Liens de Blanzy-la-Salonnaise                    |
| Église Saint-Remi de Blombay                                             | Blombay                         |         | 49° 49′ 26″ nord, 4° 27′ 12″ est |                |                                                                                     |             | Église Saint-Remi de Blombay                                             |
| Collégiale Saint-Vivent de Braux                                         | Bogny-sur-Meuse                 |         | 49° 51′ 03″ nord, 4° 46′ 04″ est | « PA00078349 » | Inscrit MH                                                                          | 1963        | Collégiale Saint-Vivent de Braux                                         |
| Église Notre-Dame de Levrézy de Bogny-sur-Meuse                          | Bogny-sur-Meuse                 |         | 49° 51′ 18″ nord, 4° 44′ 50″ est |                |                                                                                     |             | Image manquante Téléverser                                               |
| Église Saint-Pierre-aux-Liens de Château-Regnault                        | Bogny-sur-Meuse                 |         | 49° 51′ 30″ nord, 4° 44′ 11″ est |                |                                                                                     |             | Image manquante Téléverser                                               |
| Église Saint-Martin de Bossus-lès-Rumigny                                | Bossus-lès-Rumigny              |         | 49° 50′ 19″ nord, 4° 15′ 25″ est |                |                                                                                     |             | Église Saint-Martin de Bossus-lès-Rumigny                                |
| Église Saint-Martin de Bouconville                                       | Bouconville                     |         | 49° 15′ 19″ nord, 4° 45′ 49″ est |                |                                                                                     |             | Église Saint-Martin de Bouconville                                       |
| Église Sainte-Croix de Boult-aux-Bois                                    | Boult-aux-Bois                  |         | 49° 25′ 48″ nord, 4° 50′ 36″ est |                |                                                                                     |             | Église Sainte-Croix de Boult-aux-Bois                                    |
| Église Saint-Michel de Boulzicourt                                       | Boulzicourt                     |         | 49° 41′ 40″ nord, 4° 41′ 44″ est |                |                                                                                     |             | Église Saint-Michel de Boulzicourt                                       |
| Église Saint-Nicolas de Bourcq                                           | Bourcq                          |         | 49° 23′ 08″ nord, 4° 38′ 01″ est |                |                                                                                     |             | Église Saint-Nicolas de Bourcq                                           |
| Église Saint-Martin de Bourg-Fidèle                                      | Bourg-Fidèle                    |         | 49° 53′ 31″ nord, 4° 32′ 25″ est |                |                                                                                     |             | Église Saint-Martin de Bourg-Fidèle                                      |
| Église Saint-Vincent-de-Paul de Bouvellemont                             | Bouvellemont                    |         | 49° 34′ 30″ nord, 4° 39′ 48″ est |                |                                                                                     |             | Église Saint-Vincent-de-Paul de Bouvellemont                             |
| Église Saint-Jean-Baptiste de Brienne-sur-Aisne                          | Brienne-sur-Aisne               |         | 49° 26′ 00″ nord, 4° 03′ 09″ est | « PA00078351 » | Inscrit MH                                                                          | 1926        | Église Saint-Jean-Baptiste de Brienne-sur-Aisne                          |
| Église Notre-Dame de Brieulles-sur-Bar                                   | Brieulles-sur-Bar               |         | 49° 28′ 36″ nord, 4° 51′ 20″ est | « PA00078353 » | Inscrit MH                                                                          | 1946        | Église Notre-Dame de Brieulles-sur-Bar                                   |
| Église Saint-Jean-Baptiste de Briquenay                                  | Briquenay                       |         | 49° 24′ 18″ nord, 4° 52′ 44″ est |                |                                                                                     |             | Église Saint-Jean-Baptiste de Briquenay                                  |
| Église Saint-Éloi de Brognon                                             | Brognon                         |         | 49° 55′ 44″ nord, 4° 17′ 17″ est |                |                                                                                     |             | Église Saint-Éloi de Brognon                                             |
| Église Saint-Martin de Brières                                           | Brécy-Brières                   |         | 49° 20′ 02″ nord, 4° 44′ 29″ est | « PA00078350 » | Inscrit MH                                                                          | 1928        | Église Saint-Martin de Brières                                           |
| Église Saint-Rémy de Brécy                                               | Brécy-Brières                   |         | 49° 19′ 21″ nord, 4° 45′ 52″ est |                |                                                                                     |             | Image manquante Téléverser                                               |
| Église Saint-Gilles de Brévilly                                          | Brévilly                        |         | 49° 39′ 46″ nord, 5° 04′ 33″ est |                |                                                                                     |             | Église Saint-Gilles de Brévilly                                          |
| Église Saint-Laurent de Bulson                                           | Bulson                          |         | 49° 37′ 38″ nord, 4° 54′ 57″ est |                |                                                                                     |             | Image manquante Téléverser                                               |
| Église Saint-Germain de Buzancy                                          | Buzancy                         |         | 49° 25′ 38″ nord, 4° 57′ 21″ est | « PA00078355 » | Classé MH                                                                           | 1920        | Église Saint-Germain de Buzancy                                          |
| Église Saint-Nicolas de Sivry-lès-Buzancy                                | Buzancy                         |         | 49° 24′ 00″ nord, 4° 58′ 24″ est |                |                                                                                     |             | Image manquante Téléverser                                               |
| Église Notre-Dame de Carignan                                            | Carignan                        |         | 49° 37′ 55″ nord, 5° 10′ 05″ est | « PA00078356 » | Classé MH                                                                           | 1990        | Église Notre-Dame de Carignan                                            |
| Église Saint-Pierre de Wé                                                | Carignan                        |         | 49° 38′ 35″ nord, 5° 09′ 12″ est |                |                                                                                     |             | Église Saint-Pierre de Wé                                                |
| Église Saint-Christophe de Cauroy                                        | Cauroy                          |         | 49° 20′ 50″ nord, 4° 28′ 10″ est |                |                                                                                     |             | Église Saint-Christophe de Cauroy                                        |
| Église Saint-Quentin de Cernion                                          | Cernion                         |         | 49° 47′ 51″ nord, 4° 25′ 53″ est |                |                                                                                     |             | Église Saint-Quentin de Cernion                                          |
| Église Saint-Pierre de Chagny                                            | Chagny                          |         | 49° 34′ 41″ nord, 4° 42′ 19″ est |                |                                                                                     |             | Église Saint-Pierre de Chagny                                            |
| Église Saint-Gonthier de Chalandry-Elaire                                | Chalandry-Elaire                |         | 49° 42′ 37″ nord, 4° 44′ 53″ est |                |                                                                                     |             | Église Saint-Gonthier de Chalandry-Elaire                                |
| Église Saint-Remi de Challerange                                         | Challerange                     |         | 49° 18′ 39″ nord, 4° 44′ 48″ est |                |                                                                                     |             | Église Saint-Remi de Challerange                                         |
| Église Saint-Martin de Champigneul-sur-Vence                             | Champigneul-sur-Vence           |         | 49° 42′ 03″ nord, 4° 39′ 23″ est |                |                                                                                     |             | Image manquante Téléverser                                               |
| Église Saint-Sulpice de Champigneulle                                    | Champigneulle                   |         | 49° 21′ 07″ nord, 4° 55′ 36″ est |                |                                                                                     |             | Église Saint-Sulpice de Champigneulle                                    |
| Église Sainte-Marguerite de Champlin                                     | Champlin                        |         | 49° 50′ 26″ nord, 4° 19′ 56″ est |                |                                                                                     |             | Église Sainte-Marguerite de Champlin                                     |
| Église Saint-Martin de Chappes                                           | Chappes                         |         | 49° 36′ 35″ nord, 4° 16′ 12″ est |                |                                                                                     |             | Église Saint-Martin de Chappes                                           |
| Église Saint-Rémi de Charbogne                                           | Charbogne                       |         | 49° 30′ 15″ nord, 4° 35′ 36″ est | « PA00078359 » | Classé MH                                                                           | 1913        | Église Saint-Rémi de Charbogne                                           |
| Église Saint-Vannes de Chardeny                                          | Chardeny                        |         | 49° 25′ 08″ nord, 4° 36′ 04″ est |                |                                                                                     |             | Image manquante Téléverser                                               |
| Basilique Notre-Dame-d'Espérance de Charleville-Mézières                 | Charleville-Mézières            |         | 49° 45′ 40″ nord, 4° 42′ 58″ est | « PA00078361 » | Classé MH                                                                           | 1910        | Basilique Notre-Dame-d'Espérance de Charleville-Mézières                 |
| Église Saint-Lié de Mohon                                                | Charleville-Mézières            |         | 49° 45′ 09″ nord, 4° 43′ 56″ est | « PA00078362 » | Classé MH                                                                           | 1911        | Église Saint-Lié de Mohon                                                |
| Église Saint-Rémi de Charleville-Mézières                                | Charleville-Mézières            |         | 49° 46′ 24″ nord, 4° 43′ 28″ est |                |                                                                                     |             | Église Saint-Rémi de Charleville-Mézières                                |
| Église du Sacré-Cœur de Charleville-Mézières                             | Charleville-Mézières            |         | 49° 46′ 18″ nord, 4° 42′ 53″ est |                |                                                                                     |             | Église du Sacré-Cœur de Charleville-Mézières                             |
| Église Sainte-Jeanne-d'Arc de Charleville-Mézières                       | Charleville-Mézières            |         | 49° 46′ 53″ nord, 4° 42′ 43″ est | « EA08000004 » |                                                                                     |             | Église Sainte-Jeanne-d'Arc de Charleville-Mézières                       |
| Église Saint-Jean-Bosco de Manchester                                    | Charleville-Mézières            |         | 49° 45′ 53″ nord, 4° 41′ 38″ est |                |                                                                                     |             | Image manquante Téléverser                                               |
| Église Saint-Martin d'Étion                                              | Charleville-Mézières            |         | 49° 47′ 18″ nord, 4° 41′ 40″ est |                |                                                                                     |             | Église Saint-Martin d'Étion                                              |
| Église Saint-Pierre-aux-Liens de Montcy-Saint-Pierre                     | Charleville-Mézières            |         | 49° 46′ 36″ nord, 4° 44′ 01″ est |                |                                                                                     |             | Image manquante Téléverser                                               |
| Église Saint-Remi de Bel-Air                                             | Charleville-Mézières            |         | 49° 47′ 11″ nord, 4° 43′ 25″ est |                |                                                                                     |             | Église Saint-Remi de Bel-Air                                             |
| Église Saint-Edmond de la Ronde-Couture                                  | Charleville-Mézières            |         | 49° 44′ 52″ nord, 4° 43′ 19″ est |                |                                                                                     |             | Image manquante Téléverser                                               |
| Église Saint-Quirin de Charnois                                          | Charnois                        |         | 50° 06′ 29″ nord, 4° 49′ 43″ est |                |                                                                                     |             | Église Saint-Quirin de Charnois                                          |
| Église Saint-Martin de Chatel-Chéhéry                                    | Chatel-Chéhéry                  |         | 49° 16′ 55″ nord, 4° 57′ 15″ est |                |                                                                                     |             | Église Saint-Martin de Chatel-Chéhéry                                    |
| Église Sainte-Croix de Chaumont-Porcien                                  | Chaumont-Porcien                |         | 49° 38′ 58″ nord, 4° 14′ 53″ est |                |                                                                                     |             | Église Sainte-Croix de Chaumont-Porcien                                  |
| Église Saint-Éloi d'Adon                                                 | Chaumont-Porcien                |         | 49° 38′ 06″ nord, 4° 16′ 10″ est |                |                                                                                     |             | Église Saint-Éloi d'Adon                                                 |
| Église Saint-Nicolas de Logny-lès-Chaumont                               | Chaumont-Porcien                |         | 49° 38′ 09″ nord, 4° 13′ 21″ est |                |                                                                                     |             | Église Saint-Nicolas de Logny-lès-Chaumont                               |
| Église Sainte-Marguerite de Chesnois-Auboncourt                          | Chesnois-Auboncourt             |         | 49° 34′ 06″ nord, 4° 34′ 08″ est |                |                                                                                     |             | Église Sainte-Marguerite de Chesnois-Auboncourt                          |
| Église Saint-Rémi de Cheveuges                                           | Cheveuges                       |         | 49° 39′ 53″ nord, 4° 53′ 00″ est | « PA00078426 » | Classé MH                                                                           | 1959        | Église Saint-Rémi de Cheveuges                                           |
| Église Saint-Martin de Chevières                                         | Chevières                       |         | 49° 19′ 58″ nord, 4° 53′ 55″ est |                |                                                                                     |             | Église Saint-Martin de Chevières                                         |
| Église Saint-Nicaise de Chilly                                           | Chilly                          |         | 49° 50′ 15″ nord, 4° 28′ 26″ est |                |                                                                                     |             | Église Saint-Nicaise de Chilly                                           |
| Église Saint-Remi de Chooz                                               | Chooz                           |         | 50° 06′ 10″ nord, 4° 48′ 27″ est |                |                                                                                     |             | Église Saint-Remi de Chooz                                               |
| Église Saint-Pierre de Chuffilly-Roche                                   | Chuffilly-Roche                 |         | 49° 26′ 48″ nord, 4° 36′ 18″ est | « PA00078428 » | Inscrit MH                                                                          | 1948        | Église Saint-Pierre de Chuffilly-Roche                                   |
| Église Saint-Thibault de Château-Porcien                                 | Château-Porcien                 |         | 49° 31′ 39″ nord, 4° 14′ 43″ est | « PA00078420 » | Inscrit MH Eglise à l'exception du clocher-porche ; Classé MH Clocher-Porche        | 1971 ; 1984 | Église Saint-Thibault de Château-Porcien                                 |
| Église Notre-Dame de Malmy                                               | Chémery-Chéhéry                 |         | 49° 36′ 08″ nord, 4° 51′ 04″ est | « PA00078423 » | Inscrit MH                                                                          | 1958        | Église Notre-Dame de Malmy                                               |
| Église Saint-Sulpice de Chémery-sur-Bar                                  | Chémery-Chéhéry                 |         | 49° 36′ 04″ nord, 4° 52′ 03″ est | « PA00078422 » | Classé MH                                                                           | 1920        | Église Saint-Sulpice de Chémery-sur-Bar                                  |
| Église Saint-Barthélemy de Connage                                       | Chémery-Chéhéry                 |         | 49° 37′ 31″ nord, 4° 50′ 54″ est |                |                                                                                     |             | Église Saint-Barthélemy de Connage                                       |
| Église Saint-Christophe de Chéhéry                                       | Chémery-Chéhéry                 |         | 49° 36′ 04″ nord, 4° 52′ 03″ est |                |                                                                                     |             | Image manquante Téléverser                                               |
| Église Notre-Dame de Clavy                                               | Clavy-Warby                     |         | 49° 45′ 16″ nord, 4° 33′ 19″ est |                |                                                                                     |             | Église Notre-Dame de Clavy                                               |
| Église Saint-Martin de Cliron                                            | Cliron                          |         | 49° 48′ 37″ nord, 4° 36′ 45″ est | « PA00078464 » | Inscrit MH                                                                          | 1927        | Église Saint-Martin de Cliron                                            |
| Église Saint-Basle de Condé-lès-Autry                                    | Condé-lès-Autry                 |         | 49° 15′ 03″ nord, 4° 51′ 21″ est |                |                                                                                     |             | Église Saint-Basle de Condé-lès-Autry                                    |
| Église Saint-Martin de Condé-lès-Herpy                                   | Condé-lès-Herpy                 |         | 49° 31′ 39″ nord, 4° 13′ 23″ est |                |                                                                                     |             | Église Saint-Martin de Condé-lès-Herpy                                   |
| Église Saint-Martin de Contreuve                                         | Contreuve                       |         | 49° 21′ 42″ nord, 4° 37′ 24″ est |                |                                                                                     |             | Église Saint-Martin de Contreuve                                         |
| Église Saint-Nicolas de Cornay                                           | Cornay                          |         | 49° 18′ 09″ nord, 4° 56′ 55″ est |                |                                                                                     |             | Église Saint-Nicolas de Cornay                                           |
| Église Saint-Denis de Corny                                              | Corny-Machéroménil              |         | 49° 34′ 43″ nord, 4° 26′ 38″ est |                |                                                                                     |             | Église Saint-Denis de Corny                                              |
| Église de Machéroménil                                                   | Corny-Machéroménil              |         | 49° 34′ 47″ nord, 4° 26′ 48″ est |                |                                                                                     |             | Église de Machéroménil                                                   |
| Église Saint-Remi de Coucy                                               | Coucy                           |         | 49° 30′ 23″ nord, 4° 27′ 25″ est |                |                                                                                     |             | Église Saint-Remi de Coucy                                               |
| Église Saint-Pierre de Coulommes-et-Marqueny                             | Coulommes-et-Marqueny           |         | 49° 26′ 09″ nord, 4° 34′ 45″ est |                |                                                                                     |             | Image manquante Téléverser                                               |
| Église Saint-Lambert de Daigny                                           | Daigny                          |         | 49° 42′ 10″ nord, 4° 59′ 28″ est |                |                                                                                     |             | Image manquante Téléverser                                               |
| Église Saint-Remi de Damouzy                                             | Damouzy                         |         | 49° 47′ 53″ nord, 4° 40′ 37″ est |                |                                                                                     |             | Église Saint-Remi de Damouzy                                             |
| Église Saint-Maurice de Deville                                          | Deville                         |         | 49° 52′ 53″ nord, 4° 42′ 18″ est |                |                                                                                     |             | Église Saint-Maurice de Deville                                          |
| Église Saint-Martin de Dom-le-Mesnil                                     | Dom-le-Mesnil                   |         | 49° 41′ 23″ nord, 4° 48′ 25″ est |                |                                                                                     |             | Image manquante Téléverser                                               |
| Église Sainte-Marie-Madeleine de Dommery                                 | Dommery                         |         | 49° 40′ 34″ nord, 4° 28′ 28″ est |                |                                                                                     |             | Église Sainte-Marie-Madeleine de Dommery                                 |
| Église Sainte-Onésime de Donchery                                        | Donchery                        |         | 49° 41′ 42″ nord, 4° 52′ 32″ est | « PA00078429 » | Classé MH                                                                           | 1911        | Église Sainte-Onésime de Donchery                                        |
| Église Saint-Julien du Dancourt                                          | Donchery                        |         | 49° 42′ 28″ nord, 4° 53′ 24″ est |                |                                                                                     |             | Église Saint-Julien du Dancourt                                          |
| Église Saint-Remi de Doumely-Bégny                                       | Doumely-Bégny                   |         | 49° 37′ 33″ nord, 4° 18′ 06″ est |                |                                                                                     |             | Église Saint-Remi de Doumely-Bégny                                       |
| Église Saint-Nicolas de Bégny                                            | Doumely-Bégny                   |         | 49° 38′ 18″ nord, 4° 19′ 18″ est |                |                                                                                     |             | Image manquante Téléverser                                               |
| Église Saint-Martin de Doux                                              | Doux                            |         | 49° 30′ 11″ nord, 4° 25′ 51″ est | « PA00078431 » | Inscrit MH                                                                          | 1926        | Église Saint-Martin de Doux                                              |
| Église Saint-Rémi de Mairy                                               | Douzy                           |         | 49° 38′ 53″ nord, 5° 03′ 06″ est |                |                                                                                     |             | Église Saint-Rémi de Mairy                                               |
| Église Saint-Barthélemy de Douzy                                         | Douzy                           |         | 49° 40′ 08″ nord, 5° 02′ 35″ est |                |                                                                                     |             | Église Saint-Barthélemy de Douzy                                         |
| Église Sainte-Anne de Draize                                             | Draize                          |         | 49° 39′ 26″ nord, 4° 20′ 05″ est |                |                                                                                     |             | Église Sainte-Anne de Draize                                             |
| Église Saint-Remi de Dricourt                                            | Dricourt                        |         | 49° 23′ 41″ nord, 4° 30′ 54″ est |                |                                                                                     |             | Église Saint-Remi de Dricourt                                            |
| Église Notre-Dame d'Escombres-et-le-Chesnois                             | Escombres-et-le-Chesnois        |         | 49° 41′ 38″ nord, 5° 07′ 25″ est |                |                                                                                     |             | Église Notre-Dame d'Escombres-et-le-Chesnois                             |
| Église Notre-Dame d'Estrebay                                             | Estrebay                        |         | 49° 49′ 45″ nord, 4° 21′ 21″ est |                |                                                                                     |             | Église Notre-Dame d'Estrebay                                             |
| Église Saint-Maximin d'Euilly-et-Lombut                                  | Euilly-et-Lombut                |         | 49° 37′ 52″ nord, 5° 07′ 06″ est |                |                                                                                     |             | Église Saint-Maximin d'Euilly-et-Lombut                                  |
| Église Saint-Pierre d'Exermont                                           | Exermont                        |         | 49° 17′ 39″ nord, 5° 00′ 21″ est |                |                                                                                     |             | Église Saint-Pierre d'Exermont                                           |
| Église Saint-Nicaise de Fagnon                                           | Fagnon                          |         | 49° 44′ 08″ nord, 4° 38′ 12″ est |                |                                                                                     |             | Église Saint-Nicaise de Fagnon                                           |
| Église Saint-Nicolas de Faissault                                        | Faissault                       |         | 49° 36′ 32″ nord, 4° 30′ 26″ est |                |                                                                                     |             | Église Saint-Nicolas de Faissault                                        |
| Église Saint-Victor de Falaise                                           | Falaise                         |         | 49° 22′ 40″ nord, 4° 43′ 46″ est |                |                                                                                     |             | Église Saint-Victor de Falaise                                           |
| Église Saint-Remi de Faux                                                | Faux                            |         | 49° 32′ 16″ nord, 4° 29′ 58″ est |                |                                                                                     |             | Église Saint-Remi de Faux                                                |
| Église Saint-Géry d'Havys                                                | Flaignes-Havys                  |         | 49° 48′ 17″ nord, 4° 24′ 27″ est |                |                                                                                     |             | Église Saint-Géry d'Havys                                                |
| Église Saint-Laurent de Flaignes                                         | Flaignes-Havys                  |         | 49° 49′ 06″ nord, 4° 24′ 06″ est |                |                                                                                     |             | Église Saint-Laurent de Flaignes                                         |
| Église Notre-Dame de Fleigneux                                           | Fleigneux                       |         | 49° 44′ 53″ nord, 4° 56′ 52″ est |                |                                                                                     |             | Église Notre-Dame de Fleigneux                                           |
| Église Saint-Étienne de Fligny                                           | Fligny                          |         | 49° 52′ 53″ nord, 4° 15′ 52″ est |                |                                                                                     |             | Église Saint-Étienne de Fligny                                           |
| Église Notre-Dame d'Élan                                                 | Flize                           |         | 49° 39′ 50″ nord, 4° 45′ 24″ est | « PA00078434 » | Inscrit MH                                                                          | 1946        | Église Notre-Dame d'Élan                                                 |
| Église Saint-Pierre-aux-Liens de Balaives-et-Butz                        | Flize                           |         | 49° 40′ 28″ nord, 4° 44′ 09″ est |                |                                                                                     |             | Église Saint-Pierre-aux-Liens de Balaives-et-Butz                        |
| Église Saint-Remi de Boutancourt                                         | Flize                           |         | 49° 41′ 03″ nord, 4° 46′ 06″ est |                |                                                                                     |             | Église Saint-Remi de Boutancourt                                         |
| Église Saint-Remi de Flize                                               | Flize                           |         | 49° 41′ 55″ nord, 4° 46′ 37″ est |                |                                                                                     |             | Église Saint-Remi de Flize                                               |
| Église Saint-Rémi de Floing                                              | Floing                          |         | 49° 43′ 16″ nord, 4° 55′ 49″ est | « PA00078438 » | Inscrit MH Façades, toitures, intérieur du chœur                                    | 1971        | Église Saint-Rémi de Floing                                              |
| Église Saint-Médard de Fléville                                          | Fléville                        |         | 49° 18′ 18″ nord, 4° 58′ 19″ est |                |                                                                                     |             | Image manquante Téléverser                                               |
| Église Saint-Martin de Foisches                                          | Foisches                        |         | 50° 07′ 40″ nord, 4° 46′ 44″ est |                |                                                                                     |             | Église Saint-Martin de Foisches                                          |
| Église Saint-Nicolas de Fossé                                            | Fossé                           |         | 49° 26′ 48″ nord, 5° 00′ 19″ est | « PA08000013 » | Inscrit MH                                                                          | 2011        | Église Saint-Nicolas de Fossé                                            |
| Église Notre-Dame de Fraillicourt                                        | Fraillicourt                    |         | 49° 40′ 02″ nord, 4° 09′ 51″ est | « PA00078439 » | Inscrit MH                                                                          | 1928        | Église Notre-Dame de Fraillicourt                                        |
| Église Sainte-Madeleine de Francheval                                    | Francheval                      |         | 49° 42′ 05″ nord, 5° 02′ 57″ est |                |                                                                                     |             | Image manquante Téléverser                                               |
| Église Saint-Laurent de Fromelennes                                      | Fromelennes                     |         | 50° 07′ 30″ nord, 4° 51′ 26″ est |                |                                                                                     |             | Église Saint-Laurent de Fromelennes                                      |
| Église Saint-Sixte de Fromy                                              | Fromy                           |         | 49° 35′ 50″ nord, 5° 15′ 10″ est |                |                                                                                     |             | Église Saint-Sixte de Fromy                                              |
| Église Saint-Georges de Fumay                                            | Fumay                           |         | 49° 59′ 39″ nord, 4° 42′ 27″ est | « IA08000106 » |                                                                                     |             | Église Saint-Georges de Fumay                                            |
| Église Notre-Dame de Fépin                                               | Fépin                           |         | 50° 01′ 08″ nord, 4° 43′ 48″ est |                |                                                                                     |             | Église Notre-Dame de Fépin                                               |
| Église Saint-Nicolas de Germont                                          | Germont                         |         | 49° 26′ 13″ nord, 4° 52′ 38″ est |                |                                                                                     |             | Église Saint-Nicolas de Germont                                          |
| Église Notre-Dame de Gernelle                                            | Gernelle                        |         | 49° 46′ 03″ nord, 4° 49′ 02″ est |                |                                                                                     |             | Église Notre-Dame de Gernelle                                            |
| Église Saint-Rémy de Gespunsart                                          | Gespunsart                      |         | 49° 49′ 18″ nord, 4° 49′ 37″ est | « PA00078441 » | Inscrit MH                                                                          | 1984        | Église Saint-Rémy de Gespunsart                                          |
| Église Saint-Nicaise de Girondelle                                       | Girondelle                      |         | 49° 50′ 48″ nord, 4° 23′ 26″ est |                |                                                                                     |             | Église Saint-Nicaise de Girondelle                                       |
| Église Saint-Remi de Foulzy                                              | Girondelle                      |         | 49° 50′ 57″ nord, 4° 22′ 29″ est |                |                                                                                     |             | Église Saint-Remi de Foulzy                                              |
| Église Notre-Dame de Givet                                               | Givet                           |         | 50° 08′ 11″ nord, 4° 49′ 49″ est |                |                                                                                     |             | Église Notre-Dame de Givet                                               |
| Église Saint-Hilaire de Givet                                            | Givet                           |         | 50° 08′ 10″ nord, 4° 49′ 29″ est |                |                                                                                     |             | Église Saint-Hilaire de Givet                                            |
| Église Notre-Dame-du-Bon-Secours des Trois Fourchettes                   | Givet                           |         | 50° 08′ 44″ nord, 4° 49′ 23″ est |                |                                                                                     |             | Image manquante Téléverser                                               |
| Église Saint-Remi de Givonne                                             | Givonne                         |         | 49° 43′ 17″ nord, 4° 59′ 22″ est |                |                                                                                     |             | Église Saint-Remi de Givonne                                             |
| Église Saint-Nicolas de Givron                                           | Givron                          |         | 49° 38′ 54″ nord, 4° 17′ 15″ est |                |                                                                                     |             | Église Saint-Nicolas de Givron                                           |
| Église Saint-Martin de Givry                                             | Givry                           |         | 49° 29′ 32″ nord, 4° 31′ 55″ est |                |                                                                                     |             | Église Saint-Martin de Givry                                             |
| Église Saint-Martin de Glaire                                            | Glaire                          |         | 49° 42′ 38″ nord, 4° 54′ 56″ est |                |                                                                                     |             | Église Saint-Martin de Glaire                                            |
| Église Saint-Martin de Villette                                          | Glaire                          |         | 49° 42′ 36″ nord, 4° 53′ 55″ est |                |                                                                                     |             | Église Saint-Martin de Villette                                          |
| Église Saint-Martin d'Iges                                               | Glaire                          |         | 49° 43′ 52″ nord, 4° 54′ 34″ est |                |                                                                                     |             | Église Saint-Martin d'Iges                                               |
| Église Saint-Quentin de Gomont                                           | Gomont                          |         | 49° 29′ 57″ nord, 4° 09′ 43″ est |                |                                                                                     |             | Église Saint-Quentin de Gomont                                           |
| Église Saint-Thomas de Grandchamp                                        | Grandchamp                      |         | 49° 38′ 42″ nord, 4° 23′ 51″ est |                |                                                                                     |             | Église Saint-Thomas de Grandchamp                                        |
| Église Saint-Thomas de Grandham                                          | Grandham                        |         | 49° 18′ 01″ nord, 4° 51′ 31″ est |                |                                                                                     |             | Église Saint-Thomas de Grandham                                          |
| Église Saint-Médard de Grandpré                                          | Grandpré                        |         | 49° 20′ 24″ nord, 4° 52′ 14″ est | « PA00078446 » | Classé MH                                                                           | 1911        | Église Saint-Médard de Grandpré                                          |
| Église Saint-Remi de Termes                                              | Grandpré                        |         | 49° 19′ 21″ nord, 4° 49′ 19″ est |                |                                                                                     |             | Église Saint-Remi de Termes                                              |
| Église Saint-Laurent de Grivy-Loisy                                      | Grivy-Loisy                     |         | 49° 24′ 58″ nord, 4° 37′ 54″ est | « PA00078447 » | Classé MH                                                                           | 1946        | Église Saint-Laurent de Grivy-Loisy                                      |
| Église Saint-Arnould de Gruyères                                         | Gruyères                        |         | 49° 42′ 34″ nord, 4° 36′ 16″ est |                |                                                                                     |             | Image manquante Téléverser                                               |
| Église Saint-Martin de Guignicourt-sur-Vence                             | Guignicourt-sur-Vence           |         | 49° 40′ 51″ nord, 4° 39′ 05″ est |                |                                                                                     |             | Image manquante Téléverser                                               |
| Église Saint-Martin de Guincourt                                         | Guincourt                       |         | 49° 33′ 28″ nord, 4° 37′ 37″ est |                |                                                                                     |             | Église Saint-Martin de Guincourt                                         |
| Église Saint-Luc de Gué-d'Hossus                                         | Gué-d'Hossus                    |         | 49° 57′ 24″ nord, 4° 32′ 03″ est |                |                                                                                     |             | Église Saint-Luc de Gué-d'Hossus                                         |
| Église Sainte-Claire d'Hagnicourt                                        | Hagnicourt                      |         | 49° 36′ 29″ nord, 4° 35′ 04″ est | « PA00078449 » | Classé MH                                                                           | 1911        | Église Sainte-Claire d'Hagnicourt                                        |
| Église Saint-Nicaise d'Ham-les-Moines                                    | Ham-les-Moines                  |         | 49° 47′ 41″ nord, 4° 35′ 55″ est |                |                                                                                     |             | Église Saint-Nicaise d'Ham-les-Moines                                    |
| Église Saint-Nicaise d'Ham-sur-Meuse                                     | Ham-sur-Meuse                   |         | 50° 06′ 45″ nord, 4° 46′ 50″ est |                |                                                                                     |             | Église Saint-Nicaise d'Ham-sur-Meuse                                     |
| Église Saint-Jean-Baptiste d'Hannappes                                   | Hannappes                       |         | 49° 49′ 28″ nord, 4° 13′ 51″ est | « PA00078450 » | Classé MH                                                                           | 1913        | Église Saint-Jean-Baptiste d'Hannappes                                   |
| Église Saint-Martin d'Hannogne-Saint-Martin                              | Hannogne-Saint-Martin           |         | 49° 40′ 27″ nord, 4° 49′ 44″ est |                |                                                                                     |             | Église Saint-Martin d'Hannogne-Saint-Martin                              |
| Église Saint-Pierre de Hannogne-Saint-Rémy                               | Hannogne-Saint-Rémy             |         | 49° 36′ 21″ nord, 4° 08′ 18″ est |                |                                                                                     |             | Église Saint-Pierre de Hannogne-Saint-Rémy                               |
| Église Saint-Remi d'Haraucourt                                           | Haraucourt                      |         | 49° 37′ 18″ nord, 4° 57′ 35″ est |                |                                                                                     |             | Image manquante Téléverser                                               |
| Église Saint-Martin d'Harcy                                              | Harcy                           |         | 49° 50′ 13″ nord, 4° 33′ 50″ est |                |                                                                                     |             | Église Saint-Martin d'Harcy                                              |
| Église Saint-Lambert d'Hargnies                                          | Hargnies                        |         | 50° 01′ 11″ nord, 4° 47′ 26″ est |                |                                                                                     |             | Église Saint-Lambert d'Hargnies                                          |
| Église Saint-Georges d'Harricourt                                        | Harricourt                      |         | 49° 26′ 04″ nord, 4° 55′ 50″ est |                |                                                                                     |             | Église Saint-Georges d'Harricourt                                        |
| Église Saint-Arnould d'Haudrecy                                          | Haudrecy                        |         | 49° 47′ 14″ nord, 4° 36′ 58″ est |                |                                                                                     |             | Église Saint-Arnould d'Haudrecy                                          |
| Église Saint-Nicolas d'Haulmé                                            | Haulmé                          |         | 49° 51′ 39″ nord, 4° 47′ 04″ est |                |                                                                                     |             | Image manquante Téléverser                                               |
| Église Saint-Martin de Hauteville                                        | Hauteville                      |         | 49° 35′ 00″ nord, 4° 18′ 03″ est |                |                                                                                     |             | Église Saint-Martin de Hauteville                                        |
| Église Saint-Remi de Hauviné                                             | Hauviné                         |         | 49° 18′ 11″ nord, 4° 24′ 01″ est |                |                                                                                     |             | Église Saint-Remi de Hauviné                                             |
| Église Saint-Pierre-Saint-Paul de Haybes                                 | Haybes                          |         | 50° 00′ 37″ nord, 4° 42′ 18″ est |                |                                                                                     |             | Église Saint-Pierre-Saint-Paul de Haybes                                 |
| Église Saint-Michel d'Herbeuval                                          | Herbeuval                       |         | 49° 36′ 09″ nord, 5° 20′ 23″ est |                |                                                                                     |             | Église Saint-Michel d'Herbeuval                                          |
| Église Notre-Dame d'Herpy-l'Arlésienne                                   | Herpy-l'Arlésienne              |         | 49° 31′ 22″ nord, 4° 12′ 36″ est |                |                                                                                     |             | Église Notre-Dame d'Herpy-l'Arlésienne                                   |
| Église Saint-Jean-Baptiste d'Hierges                                     | Hierges                         |         | 50° 06′ 21″ nord, 4° 44′ 30″ est | « PA00078453 » | Classé MH                                                                           | 1993        | Église Saint-Jean-Baptiste d'Hierges                                     |
| Église Saint-Pierre-aux-Liens de Houdilcourt                             | Houdilcourt                     |         | 49° 25′ 30″ nord, 4° 07′ 22″ est |                |                                                                                     |             | Image manquante Téléverser                                               |
| Église Saint-Luc d'Houldizy                                              | Houldizy                        |         | 49° 48′ 39″ nord, 4° 40′ 14″ est |                |                                                                                     |             | Église Saint-Luc d'Houldizy                                              |
| Église Saint-Pierre d'Illy                                               | Illy                            |         | 49° 44′ 08″ nord, 4° 57′ 38″ est |                |                                                                                     |             | Église Saint-Pierre d'Illy                                               |
| Église Saint-Victor d'Imécourt                                           | Imécourt                        |         | 49° 22′ 27″ nord, 4° 58′ 30″ est |                |                                                                                     |             | Église Saint-Victor d'Imécourt                                           |
| Église Saint-Nicolas d'Inaumont                                          | Inaumont                        |         | 49° 33′ 34″ nord, 4° 18′ 52″ est |                |                                                                                     |             | Église Saint-Nicolas d'Inaumont                                          |
| Église Saint-Remi d'Issancourt-et-Rumel                                  | Issancourt-et-Rumel             |         | 49° 45′ 09″ nord, 4° 49′ 19″ est |                |                                                                                     |             | Image manquante Téléverser                                               |
| Église Notre-Dame de Jandun                                              | Jandun                          |         | 49° 39′ 47″ nord, 4° 33′ 34″ est |                |                                                                                     |             | Église Notre-Dame de Jandun                                              |
| Église Sainte-Anne de Joigny-sur-Meuse                                   | Joigny-sur-Meuse                |         | 49° 50′ 15″ nord, 4° 45′ 42″ est | « IA08000027 » |                                                                                     |             | Église Sainte-Anne de Joigny-sur-Meuse                                   |
| Église de la Nativité-de-la-Sainte-Vierge de Jonval                      | Jonval                          |         | 49° 34′ 20″ nord, 4° 39′ 55″ est |                |                                                                                     |             | Église de la Nativité-de-la-Sainte-Vierge de Jonval                      |
| Église Saint-Amand de Juniville                                          | Juniville                       |         | 49° 23′ 49″ nord, 4° 22′ 50″ est |                |                                                                                     |             | Église Saint-Amand de Juniville                                          |
| Église Notre-Dame de Justine                                             | Justine-Herbigny                |         | 49° 35′ 43″ nord, 4° 19′ 29″ est |                |                                                                                     |             | Église Notre-Dame de Justine                                             |
| Église Saint-Martin d'Herbigny                                           | Justine-Herbigny                |         | 49° 36′ 32″ nord, 4° 19′ 35″ est |                |                                                                                     |             | Église Saint-Martin d'Herbigny                                           |
| Église Saint-Calixte de L'Écaille                                        | L'Écaille                       |         | 49° 25′ 02″ nord, 4° 12′ 41″ est |                |                                                                                     |             | Image manquante Téléverser                                               |
| Église Saint-Pierre de L'Échelle                                         | L'Échelle                       |         | 49° 48′ 02″ nord, 4° 28′ 22″ est |                |                                                                                     |             | Église Saint-Pierre de L'Échelle                                         |
| Église Saint-Nicolas de La Berlière                                      | La Berlière                     |         | 49° 31′ 20″ nord, 4° 55′ 11″ est |                |                                                                                     |             | Église Saint-Nicolas de La Berlière                                      |
| Église Saint-Étienne de La Besace                                        | La Besace                       |         | 49° 33′ 24″ nord, 4° 57′ 34″ est |                |                                                                                     |             | Église Saint-Étienne de La Besace                                        |
| Église Saint-Mathieu de La Chapelle                                      | La Chapelle                     |         | 49° 44′ 28″ nord, 5° 00′ 53″ est |                |                                                                                     |             | Église Saint-Mathieu de La Chapelle                                      |
| Église Sainte-Croix de La Croix-aux-Bois                                 | La Croix-aux-Bois               |         | 49° 24′ 09″ nord, 4° 47′ 35″ est |                |                                                                                     |             | Église Sainte-Croix de La Croix-aux-Bois                                 |
| Église Saint-Walfroy de La Ferté-sur-Chiers                              | La Ferté-sur-Chiers             |         | 49° 34′ 34″ nord, 5° 14′ 26″ est |                |                                                                                     |             | Image manquante Téléverser                                               |
| Église Saint-Thomas de La Francheville                                   | La Francheville                 |         | 49° 43′ 49″ nord, 4° 42′ 54″ est |                |                                                                                     |             | Église Saint-Thomas de La Francheville                                   |
| Église Saint-Nicaise de La Férée                                         | La Férée                        |         | 49° 45′ 46″ nord, 4° 18′ 15″ est |                |                                                                                     |             | Église Saint-Nicaise de La Férée                                         |
| Église Saint-Nicolas de La Grandville                                    | La Grandville                   |         | 49° 46′ 46″ nord, 4° 47′ 45″ est |                |                                                                                     |             | Église Saint-Nicolas de La Grandville                                    |
| Église Notre-Dame de La Horgne                                           | La Horgne                       |         | 49° 37′ 39″ nord, 4° 40′ 15″ est |                |                                                                                     |             | Église Notre-Dame de La Horgne                                           |
| Église Notre-Dame de La Moncelle                                         | La Moncelle                     |         | 49° 41′ 16″ nord, 4° 59′ 21″ est |                |                                                                                     |             | Église Notre-Dame de La Moncelle                                         |
| Église Saint-Nicaise de La Neuville-aux-Joûtes                           | La Neuville-aux-Joûtes          |         | 49° 55′ 16″ nord, 4° 13′ 46″ est |                |                                                                                     |             | Église Saint-Nicaise de La Neuville-aux-Joûtes                           |
| Église Saint-Nicaise de La Neuville-en-Tourne-à-Fuy                      | La Neuville-en-Tourne-à-Fuy     |         | 49° 20′ 48″ nord, 4° 22′ 32″ est |                |                                                                                     |             | Église Saint-Nicaise de La Neuville-en-Tourne-à-Fuy                      |
| Église Saint-Thimotée-Saint-Apollinaire de La Neuville-lès-Wasigny       | La Neuville-lès-Wasigny         |         | 49° 38′ 34″ nord, 4° 21′ 35″ est |                |                                                                                     |             | Église Saint-Thimotée-Saint-Apollinaire de La Neuville-lès-Wasigny       |
| Église Saint-Nicolas de La Neuville-à-Maire                              | La Neuville-à-Maire             |         | 49° 34′ 53″ nord, 4° 51′ 23″ est |                |                                                                                     |             | Église Saint-Nicolas de La Neuville-à-Maire                              |
| Église Saint-Jean de La Romagne                                          | La Romagne                      |         | 49° 40′ 42″ nord, 4° 18′ 55″ est |                |                                                                                     |             | Église Saint-Jean de La Romagne                                          |
| Église Saint-Brice de La Sabotterie                                      | La Sabotterie                   |         | 49° 32′ 52″ nord, 4° 40′ 17″ est |                |                                                                                     |             | Église Saint-Brice de La Sabotterie                                      |
| Église Saint-Michel de Laifour                                           | Laifour                         |         | 49° 54′ 46″ nord, 4° 41′ 34″ est |                |                                                                                     |             | Image manquante Téléverser                                               |
| Église Saint-Lambert de Lalobbe                                          | Lalobbe                         |         | 49° 40′ 07″ nord, 4° 22′ 36″ est |                |                                                                                     |             | Église Saint-Lambert de Lalobbe                                          |
| Église Saint-Nicolas de Lametz                                           | Lametz                          |         | 49° 31′ 48″ nord, 4° 41′ 15″ est |                |                                                                                     |             | Église Saint-Nicolas de Lametz                                           |
| Église Notre-Dame de Landres                                             | Landres-et-Saint-Georges        |         | 49° 21′ 09″ nord, 5° 00′ 40″ est |                |                                                                                     |             | Église Notre-Dame de Landres                                             |
| Église Saint-Georges de Saint-Georges (Ardennes)                         | Landres-et-Saint-Georges        |         | 49° 20′ 59″ nord, 4° 59′ 06″ est |                |                                                                                     |             | Église Saint-Georges de Saint-Georges (Ardennes)                         |
| Église Sainte-Marguerite de Landrichamps                                 | Landrichamps                    |         | 50° 05′ 23″ nord, 4° 49′ 44″ est |                |                                                                                     |             | Église Sainte-Marguerite de Landrichamps                                 |
| Église Saint-Christophe de Lançon                                        | Lançon                          |         | 49° 16′ 27″ nord, 4° 52′ 25″ est |                |                                                                                     |             | Église Saint-Christophe de Lançon                                        |
| Église Saint-Étienne de Launois-sur-Vence                                | Launois-sur-Vence               |         | 49° 39′ 12″ nord, 4° 32′ 09″ est | « PA00078455 » | Classé MH                                                                           | 1913        | Église Saint-Étienne de Launois-sur-Vence                                |
| Église Saint-Étienne de Laval-Morency                                    | Laval-Morency                   |         | 49° 50′ 00″ nord, 4° 29′ 30″ est | « PA00078456 » | Inscrit MH                                                                          | 1926        | Église Saint-Étienne de Laval-Morency                                    |
| Église Saint-Nicolas du Châtelet-sur-Retourne                            | Le Châtelet-sur-Retourne        |         | 49° 25′ 00″ nord, 4° 16′ 37″ est |                |                                                                                     |             | Église Saint-Nicolas du Châtelet-sur-Retourne                            |
| Église Saint-Jean-Baptiste du Châtelet-sur-Sormonne                      | Le Châtelet-sur-Sormonne        |         | 49° 49′ 34″ nord, 4° 31′ 17″ est |                |                                                                                     |             | Église Saint-Jean-Baptiste du Châtelet-sur-Sormonne                      |
| Église Saint-Gorgon du Fréty                                             | Le Fréty                        |         | 49° 44′ 21″ nord, 4° 16′ 57″ est |                |                                                                                     |             | Église Saint-Gorgon du Fréty                                             |
| Église Saint-Nicolas du Thour                                            | Le Thour                        |         | 49° 32′ 18″ nord, 4° 05′ 34″ est |                |                                                                                     |             | Église Saint-Nicolas du Thour                                            |
| Église Saint-Blaise de Leffincourt                                       | Leffincourt                     |         | 49° 23′ 15″ nord, 4° 32′ 45″ est | « PA00078457 » | Inscrit MH                                                                          | 1948        | Église Saint-Blaise de Leffincourt                                       |
| Église Saint-Remi des Ayvelles                                           | Les Ayvelles                    |         | 49° 43′ 30″ nord, 4° 45′ 15″ est |                |                                                                                     |             | Église Saint-Remi des Ayvelles                                           |
| Église Saint-Laurent de la Ville-Haute                                   | Les Deux-Villes                 |         | 49° 39′ 00″ nord, 5° 13′ 48″ est |                |                                                                                     |             | Église Saint-Laurent de la Ville-Haute                                   |
| Église Sainte-Catherine des Grandes-Armoises                             | Les Grandes-Armoises            |         | 49° 31′ 54″ nord, 4° 53′ 36″ est |                |                                                                                     |             | Église Sainte-Catherine des Grandes-Armoises                             |
| Église Saint-Jean-Baptiste des Hautes-Rivières                           | Les Hautes-Rivières             |         | 49° 53′ 02″ nord, 4° 50′ 34″ est |                |                                                                                     |             | Église Saint-Jean-Baptiste des Hautes-Rivières                           |
| Église Saint-Remi des Mazures                                            | Les Mazures                     |         | 49° 53′ 19″ nord, 4° 37′ 34″ est |                |                                                                                     |             | Image manquante Téléverser                                               |
| Église Saint-Remi des Petites-Armoises                                   | Les Petites-Armoises            |         | 49° 30′ 13″ nord, 4° 49′ 34″ est |                |                                                                                     |             | Église Saint-Remi des Petites-Armoises                                   |
| Église Notre-Dame de Liart                                               | Liart                           |         | 49° 46′ 10″ nord, 4° 20′ 25″ est | « PA00078458 » | Inscrit MH                                                                          | 1926        | Église Notre-Dame de Liart                                               |
| Église Saint-Martin de Linay                                             | Linay                           |         | 49° 36′ 55″ nord, 5° 13′ 25″ est |                |                                                                                     |             | Église Saint-Martin de Linay                                             |
| Église Saint-Sulpice de Saint-Sulpice (Ardennes)                         | Liry                            |         | 49° 18′ 33″ nord, 4° 39′ 26″ est |                |                                                                                     |             | Église Saint-Sulpice de Saint-Sulpice (Ardennes)                         |
| Église Saint-Remacle de Logny-Bogny                                      | Logny-Bogny                     |         | 49° 46′ 36″ nord, 4° 23′ 25″ est |                |                                                                                     |             | Église Saint-Remacle de Logny-Bogny                                      |
| Église Sainte-Marie-Madeleine de Longwé                                  | Longwé                          |         | 49° 23′ 25″ nord, 4° 47′ 12″ est |                |                                                                                     |             | Église Sainte-Marie-Madeleine de Longwé                                  |
| Église Saint-Remi de Lonny                                               | Lonny                           |         | 49° 48′ 55″ nord, 4° 35′ 13″ est |                |                                                                                     |             | Église Saint-Remi de Lonny                                               |
| Église Sainte-Jeanne-d'Arc de Lucquy                                     | Lucquy                          |         | 49° 31′ 56″ nord, 4° 28′ 42″ est |                |                                                                                     |             | Église Sainte-Jeanne-d'Arc de Lucquy                                     |
| Église Saint-Brice de Lumes                                              | Lumes                           |         | 49° 44′ 09″ nord, 4° 47′ 02″ est |                |                                                                                     |             | Église Saint-Brice de Lumes                                              |
| Église Saint-Éloi de Lépron-les-Vallées                                  | Lépron-les-Vallées              |         | 49° 45′ 37″ nord, 4° 27′ 08″ est |                |                                                                                     |             | Église Saint-Éloi de Lépron-les-Vallées                                  |
| Église Saint-Georges de Létanne                                          | Létanne                         |         | 49° 32′ 41″ nord, 5° 04′ 49″ est |                |                                                                                     |             | Église Saint-Georges de Létanne                                          |
| Église Saint-Pierre-et-Saint-Paul de Machault                            | Machault                        |         | 49° 21′ 14″ nord, 4° 29′ 53″ est | « PA00078459 » | Classé MH                                                                           | 1919        | Église Saint-Pierre-et-Saint-Paul de Machault                            |
| Église Sainte-Geneviève de Maisoncelle-et-Villers                        | Maisoncelle-et-Villers          |         | 49° 35′ 47″ nord, 4° 54′ 36″ est |                |                                                                                     |             | Église Sainte-Geneviève de Maisoncelle-et-Villers                        |
| Église Saint-Macaire de Malandry                                         | Malandry                        |         | 49° 34′ 44″ nord, 5° 11′ 41″ est |                |                                                                                     |             | Église Saint-Macaire de Malandry                                         |
| Église Saint-Martin de Manre                                             | Manre                           |         | 49° 15′ 44″ nord, 4° 39′ 52″ est |                |                                                                                     |             | Église Saint-Martin de Manre                                             |
| Église Saint-Claude de Maranwez                                          | Maranwez                        |         | 49° 43′ 43″ nord, 4° 20′ 30″ est |                |                                                                                     |             | Église Saint-Claude de Maranwez                                          |
| Église Saint-Amand de Marby                                              | Marby                           |         | 49° 49′ 44″ nord, 4° 25′ 46″ est |                |                                                                                     |             | Église Saint-Amand de Marby                                              |
| Église Saint-Philippe-et-Saint-Jacques de Marcq                          | Marcq                           |         | 49° 19′ 14″ nord, 4° 55′ 33″ est |                |                                                                                     |             | Église Saint-Philippe-et-Saint-Jacques de Marcq                          |
| Église Saint-Martin de Margny                                            | Margny                          |         | 49° 36′ 53″ nord, 5° 21′ 02″ est |                |                                                                                     |             | Église Saint-Martin de Margny                                            |
| Église Saint-Remi de Margut                                              | Margut                          |         | 49° 35′ 04″ nord, 5° 15′ 34″ est |                |                                                                                     |             | Église Saint-Remi de Margut                                              |
| Église Saint-Walfroy de l'ermitage de Saint-Walfroy                      | Margut                          |         | 49° 34′ 13″ nord, 5° 16′ 25″ est |                |                                                                                     |             | Église Saint-Walfroy de l'ermitage de Saint-Walfroy                      |
| Église Sainte-Marie-Madeleine de Marlemont                               | Marlemont                       |         | 49° 45′ 01″ nord, 4° 22′ 28″ est |                |                                                                                     |             | Église Sainte-Marie-Madeleine de Marlemont                               |
| Église Notre-Dame de Marquigny                                           | Marquigny                       |         | 49° 33′ 02″ nord, 4° 42′ 40″ est |                |                                                                                     |             | Église Notre-Dame de Marquigny                                           |
| Église Saint-Martin de Mars-sous-Bourcq                                  | Mars-sous-Bourcq                |         | 49° 23′ 47″ nord, 4° 38′ 27″ est | « PA00078460 » | Classé MH                                                                           | 1920        | Église Saint-Martin de Mars-sous-Bourcq                                  |
| Église Saint-Denis de Marvaux                                            | Marvaux-Vieux                   |         | 49° 17′ 23″ nord, 4° 40′ 47″ est |                |                                                                                     |             | Image manquante Téléverser                                               |
| Église Saint-Étienne de Vieux                                            | Marvaux-Vieux                   |         | 49° 16′ 53″ nord, 4° 41′ 49″ est |                |                                                                                     |             | Église Saint-Étienne de Vieux                                            |
| Église Saint-Remi de Clémency                                            | Matton-et-Clémency              |         | 49° 40′ 02″ nord, 5° 11′ 33″ est |                |                                                                                     |             | Image manquante Téléverser                                               |
| Église Saint-Pierre de Matton-et-Clémency                                | Matton-et-Clémency              |         | 49° 39′ 57″ nord, 5° 12′ 07″ est |                |                                                                                     |             | Image manquante Téléverser                                               |
| Église Saint-Nicolas de Maubert-Fontaine                                 | Maubert-Fontaine                |         | 49° 52′ 07″ nord, 4° 25′ 46″ est |                |                                                                                     |             | Église Saint-Nicolas de Maubert-Fontaine                                 |
| Église Saint-Laurent de Mazerny                                          | Mazerny                         |         | 49° 36′ 36″ nord, 4° 36′ 47″ est |                |                                                                                     |             | Église Saint-Laurent de Mazerny                                          |
| Église Saint-Martin de Mesmont                                           | Mesmont                         |         | 49° 36′ 57″ nord, 4° 23′ 57″ est |                |                                                                                     |             | Église Saint-Martin de Mesmont                                           |
| Église Saint-Martin de Messincourt                                       | Messincourt                     |         | 49° 40′ 50″ nord, 5° 09′ 17″ est |                |                                                                                     |             | Image manquante Téléverser                                               |
| Église Saint-Denis de Mogues                                             | Mogues                          |         | 49° 39′ 08″ nord, 5° 16′ 36″ est |                |                                                                                     |             | Église Saint-Denis de Mogues                                             |
| Église Notre-Dame de Moiry                                               | Moiry                           |         | 49° 35′ 33″ nord, 5° 16′ 34″ est |                |                                                                                     |             | Église Notre-Dame de Moiry                                               |
| Église Saint-Pierre-aux-Liens de Mondigny                                | Mondigny                        |         | 49° 42′ 39″ nord, 4° 38′ 18″ est |                |                                                                                     |             | Église Saint-Pierre-aux-Liens de Mondigny                                |
| Église Saint-Laurent de Mont-Laurent                                     | Mont-Laurent                    |         | 49° 28′ 11″ nord, 4° 28′ 46″ est |                |                                                                                     |             | Église Saint-Laurent de Mont-Laurent                                     |
| Église Saint-Martin de Mont-Saint-Martin                                 | Mont-Saint-Martin               |         | 49° 20′ 10″ nord, 4° 38′ 47″ est | « PA00078470 » | Inscrit MH                                                                          | 1926        | Église Saint-Martin de Mont-Saint-Martin                                 |
| Église Saint-Médard de Mont-Saint-Remy                                   | Mont-Saint-Remy                 |         | 49° 23′ 18″ nord, 4° 28′ 57″ est |                |                                                                                     |             | Église Saint-Médard de Mont-Saint-Remy                                   |
| Église Notre-Dame de Montcheutin                                         | Montcheutin                     |         | 49° 17′ 28″ nord, 4° 49′ 17″ est |                |                                                                                     |             | Église Notre-Dame de Montcheutin                                         |
| Église Sainte-Madeleine de Montcornet                                    | Montcornet                      |         | 49° 49′ 49″ nord, 4° 37′ 43″ est |                |                                                                                     |             | Église Sainte-Madeleine de Montcornet                                    |
| Église Notre-Dame de Montcy-Notre-Dame                                   | Montcy-Notre-Dame               |         | 49° 46′ 26″ nord, 4° 44′ 33″ est |                |                                                                                     |             | Église Notre-Dame de Montcy-Notre-Dame                                   |
| Église Notre-Dame de Montgon                                             | Montgon                         |         | 49° 30′ 20″ nord, 4° 42′ 53″ est |                |                                                                                     |             | Église Notre-Dame de Montgon                                             |
| Abbaye de Laval Dieu                                                     | Monthermé                       |         | 49° 52′ 55″ nord, 4° 44′ 39″ est | « PA00078467 » | Classé MH                                                                           | 1963        | Abbaye de Laval Dieu                                                     |
| Église Saint-Antoine des Hauts-Buttés                                    | Monthermé                       |         | 49° 56′ 00″ nord, 4° 46′ 01″ est |                |                                                                                     |             | Église Saint-Antoine des Hauts-Buttés                                    |
| Église Saint-Léger de Monthermé                                          | Monthermé                       |         | 49° 53′ 07″ nord, 4° 43′ 49″ est | « PA00078468 » | Classé MH                                                                           | 1959        | Église Saint-Léger de Monthermé                                          |
| Église de la Sainte-Trinité de Monthois                                  | Monthois                        |         | 49° 18′ 44″ nord, 4° 42′ 32″ est |                |                                                                                     |             | Image manquante Téléverser                                               |
| Église Saint-Lambert de Montigny-sur-Meuse                               | Montigny-sur-Meuse              |         | 50° 02′ 53″ nord, 4° 43′ 18″ est | « PA00078469 » | Classé MH                                                                           | 1993        | Église Saint-Lambert de Montigny-sur-Meuse                               |
| Église Saint-Brice de Montigny-sur-Vence                                 | Montigny-sur-Vence              |         | 49° 38′ 48″ nord, 4° 37′ 05″ est |                |                                                                                     |             | Église Saint-Brice de Montigny-sur-Vence                                 |
| Église Saint-Nicaise de Montmeillant                                     | Montmeillant                    |         | 49° 41′ 40″ nord, 4° 19′ 39″ est |                |                                                                                     |             | Image manquante Téléverser                                               |
| Église Saint-Nicolas de Mouron                                           | Mouron                          |         | 49° 18′ 36″ nord, 4° 47′ 05″ est |                |                                                                                     |             | Église Saint-Nicolas de Mouron                                           |
| Église abbatiale Notre-Dame de Mouzon                                    | Mouzon                          |         | 49° 36′ 20″ nord, 5° 04′ 34″ est | « PA00078471 » | Classé MH                                                                           | 1840        | Église abbatiale Notre-Dame de Mouzon                                    |
| Église Sainte-Geneviève de Mouzon                                        | Mouzon                          |         | 49° 36′ 04″ nord, 5° 03′ 54″ est | « PA00078472 » | Inscrit MH                                                                          | 1987        | Église Sainte-Geneviève de Mouzon                                        |
| Église Saint-Georges d'Amblimont                                         | Mouzon                          |         | 49° 37′ 47″ nord, 5° 03′ 49″ est |                |                                                                                     |             | Église Saint-Georges d'Amblimont                                         |
| Église Saint-Laurent de Villemontry                                      | Mouzon                          |         | 49° 34′ 55″ nord, 5° 04′ 39″ est |                |                                                                                     |             | Image manquante Téléverser                                               |
| Église Sainte-Marguerite de Murtin                                       | Murtin-et-Bogny                 |         | 49° 49′ 01″ nord, 4° 32′ 17″ est |                |                                                                                     |             | Église Sainte-Marguerite de Murtin                                       |
| Église Saint-Remi de Bogny                                               | Murtin-et-Bogny                 |         | 49° 49′ 20″ nord, 4° 32′ 29″ est |                |                                                                                     |             | Église Saint-Remi de Bogny                                               |
| Église Saint-Nicolas de Ménil-Annelles                                   | Ménil-Annelles                  |         | 49° 26′ 18″ nord, 4° 26′ 33″ est |                |                                                                                     |             | Église Saint-Nicolas de Ménil-Annelles                                   |
| Église Saint-Martin de Ménil-Lépinois                                    | Ménil-Lépinois                  |         | 49° 22′ 40″ nord, 4° 17′ 12″ est |                |                                                                                     |             | Église Saint-Martin de Ménil-Lépinois                                    |
| Église Saint-Martin de Nanteuil-sur-Aisne                                | Nanteuil-sur-Aisne              |         | 49° 30′ 45″ nord, 4° 17′ 53″ est |                |                                                                                     |             | Église Saint-Martin de Nanteuil-sur-Aisne                                |
| Église Saint-Jean-Baptiste de Neuflize                                   | Neuflize                        |         | 49° 24′ 43″ nord, 4° 18′ 06″ est |                |                                                                                     |             | Église Saint-Jean-Baptiste de Neuflize                                   |
| Église Saint-Matthieu de Neufmaison                                      | Neufmaison                      |         | 49° 45′ 42″ nord, 4° 30′ 28″ est |                |                                                                                     |             | Église Saint-Matthieu de Neufmaison                                      |
| Église Saint-Côme-Saint-Damien de Neufmanil                              | Neufmanil                       |         | 49° 48′ 38″ nord, 4° 47′ 50″ est | « IA08000040 » |                                                                                     |             | Église Saint-Côme-Saint-Damien de Neufmanil                              |
| Église Saint-Georges de Day                                              | Neuville-Day                    |         | 49° 30′ 24″ nord, 4° 40′ 45″ est |                |                                                                                     |             | Église Saint-Georges de Day                                              |
| Église Saint-Thibault de Neuville-Day                                    | Neuville-Day                    |         | 49° 29′ 43″ nord, 4° 41′ 19″ est |                |                                                                                     |             | Église Saint-Thibault de Neuville-Day                                    |
| Église Notre-Dame de Beaulieu                                            | Neuville-lez-Beaulieu           |         | 49° 53′ 53″ nord, 4° 20′ 39″ est |                |                                                                                     |             | Église Notre-Dame de Beaulieu                                            |
| Église Saint-Nicolas de la Neuville aux Tourneurs                        | Neuville-lez-Beaulieu           |         | 49° 52′ 00″ nord, 4° 19′ 32″ est |                |                                                                                     |             | Église Saint-Nicolas de la Neuville aux Tourneurs                        |
| Église Saint-Nicolas de Neuville-lès-This                                | Neuville-lès-This               |         | 49° 44′ 31″ nord, 4° 35′ 59″ est |                |                                                                                     |             | Église Saint-Nicolas de Neuville-lès-This                                |
| Église Notre-Dame-de-Bon-Secours de Neuvizy                              | Neuvizy                         |         | 49° 37′ 44″ nord, 4° 32′ 01″ est |                |                                                                                     |             | Église Notre-Dame-de-Bon-Secours de Neuvizy                              |
| Église Saint-Côme-et-Saint-Damien de Noirval                             | Noirval                         |         | 49° 27′ 34″ nord, 4° 47′ 50″ est |                |                                                                                     |             | Église Saint-Côme-et-Saint-Damien de Noirval                             |
| Église Saint-Hippolyte de Nouart                                         | Nouart                          |         | 49° 26′ 27″ nord, 5° 02′ 58″ est |                |                                                                                     |             | Église Saint-Hippolyte de Nouart                                         |
| Église Notre-Dame de Nouvion-sur-Meuse                                   | Nouvion-sur-Meuse               |         | 49° 41′ 54″ nord, 4° 47′ 41″ est | « PA00078478 » | Inscrit MH                                                                          | 1972        | Église Notre-Dame de Nouvion-sur-Meuse                                   |
| Église Sainte-Marguerite de Nouzonville                                  | Nouzonville                     |         | 49° 49′ 04″ nord, 4° 44′ 38″ est | « IA08000065 » |                                                                                     |             | Église Sainte-Marguerite de Nouzonville                                  |
| Église Saint-Pierre de Novion-Porcien                                    | Novion-Porcien                  |         | 49° 35′ 57″ nord, 4° 25′ 28″ est |                |                                                                                     |             | Église Saint-Pierre de Novion-Porcien                                    |
| Église Saint-Pierre-du-Prieuré de Novy-Chevrières                        | Novy-Chevrières                 |         | 49° 32′ 27″ nord, 4° 26′ 47″ est | « PA00078479 » | Classé MH                                                                           | 1912        | Église Saint-Pierre-du-Prieuré de Novy-Chevrières                        |
| Église Saint-Hilaire de Noyers-Pont-Maugis                               | Noyers-Pont-Maugis              |         | 49° 39′ 42″ nord, 4° 56′ 10″ est |                |                                                                                     |             | Église Saint-Hilaire de Noyers-Pont-Maugis                               |
| Église Saint-Pierre de Chaumont                                          | Noyers-Pont-Maugis              |         | 49° 38′ 58″ nord, 4° 55′ 05″ est |                |                                                                                     |             | Église Saint-Pierre de Chaumont                                          |
| Église Saint-Remi de Pont-Maugis                                         | Noyers-Pont-Maugis              |         | 49° 40′ 03″ nord, 4° 57′ 14″ est |                |                                                                                     |             | Église Saint-Remi de Pont-Maugis                                         |
| Église Saint-Lambert d'Oches                                             | Oches                           |         | 49° 30′ 21″ nord, 4° 55′ 46″ est |                |                                                                                     |             | Église Saint-Lambert d'Oches                                             |
| Église Saint-Pierre-aux-Liens d'Olizy                                    | Olizy-Primat                    |         | 49° 20′ 37″ nord, 4° 46′ 29″ est | « PA00078480 » | Classé MH                                                                           | 1913        | Église Saint-Pierre-aux-Liens d'Olizy                                    |
| Église de Primat                                                         | Olizy-Primat                    |         | 49° 21′ 57″ nord, 4° 45′ 38″ est |                |                                                                                     |             | Image manquante Téléverser                                               |
| Église Saint-Memmie d'Omicourt                                           | Omicourt                        |         | 49° 37′ 51″ nord, 4° 49′ 59″ est |                |                                                                                     |             | Église Saint-Memmie d'Omicourt                                           |
| Église des Saints-Innocents d'Omont                                      | Omont                           |         | 49° 35′ 50″ nord, 4° 43′ 52″ est |                |                                                                                     |             | Église des Saints-Innocents d'Omont                                      |
| Église Saint-Benoît d'Osnes                                              | Osnes                           |         | 49° 39′ 19″ nord, 5° 09′ 40″ est |                |                                                                                     |             | Église Saint-Benoît d'Osnes                                              |
| Église Saint-Thimothée de Pauvres                                        | Pauvres                         |         | 49° 24′ 43″ nord, 4° 29′ 23″ est |                |                                                                                     |             | Église Saint-Thimothée de Pauvres                                        |
| Église Saint-Thimothée-Saint-Apollinaire de Perthes                      | Perthes                         |         | 49° 26′ 59″ nord, 4° 20′ 59″ est |                |                                                                                     |             | Église Saint-Thimothée-Saint-Apollinaire de Perthes                      |
| Église Saint-Pierre de Poilcourt-Sydney                                  | Poilcourt-Sydney                |         | 49° 25′ 21″ nord, 4° 06′ 03″ est |                |                                                                                     |             | Église Saint-Pierre de Poilcourt-Sydney                                  |
| Église Saint-Martin de Poix-Terron                                       | Poix-Terron                     |         | 49° 39′ 05″ nord, 4° 38′ 36″ est | « PA00078481 » | Inscrit MH                                                                          | 1926        | Église Saint-Martin de Poix-Terron                                       |
| Église Saint-Remi de Pouru-Saint-Remy                                    | Pouru-Saint-Remy                |         | 49° 40′ 47″ nord, 5° 04′ 58″ est |                |                                                                                     |             | Image manquante Téléverser                                               |
| Église Saint-Martin de Pouru-aux-Bois                                    | Pouru-aux-Bois                  |         | 49° 42′ 22″ nord, 5° 05′ 32″ est |                |                                                                                     |             | Image manquante Téléverser                                               |
| Église Saint-Martin de Prez                                              | Prez                            |         | 49° 48′ 01″ nord, 4° 21′ 03″ est |                |                                                                                     |             | Église Saint-Martin de Prez                                              |
| Église Notre-Dame de la Cerleau                                          | Prez                            |         | 49° 48′ 16″ nord, 4° 22′ 07″ est |                |                                                                                     |             | Église Notre-Dame de la Cerleau                                          |
| Église Saint-Sulpice de Prix-lès-Mézières                                | Prix-lès-Mézières               |         | 49° 45′ 17″ nord, 4° 41′ 16″ est |                |                                                                                     |             | Église Saint-Sulpice de Prix-lès-Mézières                                |
| Église Saint-Georges de Charbeaux                                        | Puilly-et-Charbeaux             |         | 49° 37′ 48″ nord, 5° 14′ 42″ est |                |                                                                                     |             | Image manquante Téléverser                                               |
| Église Saint-Sébastien de Puilly-et-Charbeaux                            | Puilly-et-Charbeaux             |         | 49° 37′ 52″ nord, 5° 16′ 13″ est |                |                                                                                     |             | Église Saint-Sébastien de Puilly-et-Charbeaux                            |
| Église Saint-Honoré de Puiseux                                           | Puiseux                         |         | 49° 35′ 30″ nord, 4° 32′ 28″ est |                |                                                                                     |             | Église Saint-Honoré de Puiseux                                           |
| Église Saint-Martin de Pure                                              | Pure                            |         | 49° 40′ 24″ nord, 5° 10′ 32″ est |                |                                                                                     |             | Église Saint-Martin de Pure                                              |
| Église Saint-Martin de Quatre-Champs                                     | Quatre-Champs                   |         | 49° 26′ 41″ nord, 4° 45′ 58″ est |                |                                                                                     |             | Église Saint-Martin de Quatre-Champs                                     |
| Église Saint-Martin de Raillicourt                                       | Raillicourt                     |         | 49° 39′ 04″ nord, 4° 35′ 02″ est | « PA00078483 » | Inscrit MH                                                                          | 1930        | Église Saint-Martin de Raillicourt                                       |
| Église Saint-Léger de Rancennes                                          | Rancennes                       |         | 50° 07′ 02″ nord, 4° 48′ 58″ est |                |                                                                                     |             | Église Saint-Léger de Rancennes                                          |
| Église Saint-Nicaise de Raucourt-et-Flaba                                | Raucourt-et-Flaba               |         | 49° 36′ 07″ nord, 4° 57′ 28″ est |                |                                                                                     |             | Église Saint-Nicaise de Raucourt-et-Flaba                                |
| Église de la Sainte-Trinité de Regniowez                                 | Regniowez                       |         | 49° 56′ 17″ nord, 4° 25′ 48″ est |                |                                                                                     |             | Église de la Sainte-Trinité de Regniowez                                 |
| Cathédrale Notre-Dame de Reims                                           | Reims                           |         | 49° 15′ 14″ nord, 4° 02′ 03″ est | « PA00078776 » | Classé MH                                                                           | 1840        | Cathédrale Notre-Dame de Reims                                           |
| Basilique Saint-Remi de Reims                                            | Reims                           |         | 49° 14′ 35″ nord, 4° 02′ 31″ est | « PA00078785 » | Classé MH                                                                           | 1840        | Basilique Saint-Remi de Reims                                            |
| Abbatiale Saint-Nicaise de Reims                                         | Reims                           |         | 49° 14′ 39″ nord, 4° 02′ 44″ est |                |                                                                                     |             | Abbatiale Saint-Nicaise de Reims                                         |
| Basilique Sainte-Clotilde de Reims                                       | Reims                           |         | 49° 14′ 16″ nord, 4° 01′ 57″ est |                |                                                                                     |             | Basilique Sainte-Clotilde de Reims                                       |
| Église Saint-André de Reims                                              | Reims                           |         | 49° 15′ 33″ nord, 4° 02′ 29″ est |                |                                                                                     |             | Église Saint-André de Reims                                              |
| Église Saint-Jacques de Reims                                            | Reims                           |         | 49° 15′ 14″ nord, 4° 01′ 43″ est | « PA00078782 » | Classé MH                                                                           | 1912        | Église Saint-Jacques de Reims                                            |
| Église Saint-Michel de Reims                                             | Reims                           |         | 49° 15′ 17″ nord, 4° 02′ 01″ est | « PA00078783 » | Classé MH Porte                                                                     | 1920        | Église Saint-Michel de Reims                                             |
| Église Saint-Nicaise de Reims                                            | Reims                           |         | 49° 14′ 53″ nord, 4° 03′ 17″ est | « PA00078784 » | Classé MH                                                                           | 2002        | Église Saint-Nicaise de Reims                                            |
| Église Saint-Thomas de Reims                                             | Reims                           |         | 49° 15′ 55″ nord, 4° 01′ 31″ est |                |                                                                                     |             | Église Saint-Thomas de Reims                                             |
| Église Saint-Maurice de Reims                                            | Reims                           |         | 49° 14′ 48″ nord, 4° 02′ 27″ est |                |                                                                                     |             | Église Saint-Maurice de Reims                                            |
| Église Saint-Louis de Reims                                              | Reims                           |         | 49° 14′ 00″ nord, 4° 01′ 20″ est |                |                                                                                     |             | Église Saint-Louis de Reims                                              |
| Église Saint-Pierre-le-Vieil                                             | Reims                           |         | 49° 15′ 24″ nord, 4° 01′ 47″ est |                |                                                                                     |             | Église Saint-Pierre-le-Vieil                                             |
| Église du Sacré-Cœur de Reims                                            | Reims                           |         | 49° 15′ 43″ nord, 4° 00′ 49″ est |                |                                                                                     |             | Église du Sacré-Cœur de Reims                                            |
| Église Saint-Benoît de Reims                                             | Reims                           |         | 49° 16′ 07″ nord, 4° 01′ 51″ est |                |                                                                                     |             | Église Saint-Benoît de Reims                                             |
| Église Saint-Bruno de Reims                                              | Reims                           |         | 49° 13′ 46″ nord, 4° 00′ 35″ est |                |                                                                                     |             | Église Saint-Bruno de Reims                                              |
| Église Sainte-Geneviève de Reims                                         | Reims                           |         | 49° 14′ 48″ nord, 4° 00′ 55″ est |                |                                                                                     |             | Église Sainte-Geneviève de Reims                                         |
| Église Sainte-Jeanne-d'Arc de Reims                                      | Reims                           |         | 49° 15′ 56″ nord, 4° 02′ 33″ est |                |                                                                                     |             | Église Sainte-Jeanne-d'Arc de Reims                                      |
| Église Sainte-Thérèse de Reims                                           | Reims                           |         | 49° 16′ 02″ nord, 4° 04′ 01″ est |                |                                                                                     |             | Église Sainte-Thérèse de Reims                                           |
| Église Saint-François d'Assise de Reims                                  | Reims                           |         | 49° 12′ 49″ nord, 4° 01′ 35″ est |                |                                                                                     |             | Église Saint-François d'Assise de Reims                                  |
| Église Saint-Jean de la Neuvillette                                      | Reims                           |         | 49° 17′ 21″ nord, 4° 00′ 21″ est |                |                                                                                     |             | Église Saint-Jean de la Neuvillette                                      |
| Église Saint-Jean-Baptiste-de-La-Salle de Reims                          | Reims                           |         | 49° 15′ 41″ nord, 4° 03′ 00″ est |                |                                                                                     |             | Église Saint-Jean-Baptiste-de-La-Salle de Reims                          |
| Église Saint-Jean-Marie-Vianney de Reims                                 | Reims                           |         | 49° 14′ 20″ nord, 4° 01′ 19″ est | « EA51000009 » |                                                                                     |             | Image manquante Téléverser                                               |
| Église Saint-Joseph de Reims                                             | Reims                           |         | 49° 14′ 39″ nord, 4° 02′ 05″ est |                |                                                                                     |             | Église Saint-Joseph de Reims                                             |
| Ancienne église Saint-Julien de Reims                                    | Reims                           |         | 49° 14′ 35″ nord, 4° 02′ 35″ est |                |                                                                                     |             | Ancienne église Saint-Julien de Reims                                    |
| Église des Jacobins de Reims                                             | Reims                           |         | 49° 15′ 06″ nord, 4° 01′ 55″ est |                |                                                                                     |             | Image manquante Téléverser                                               |
| Église Saint-Paul de Reims                                               | Reims                           |         | 49° 16′ 50″ nord, 4° 01′ 14″ est |                |                                                                                     |             | Église Saint-Paul de Reims                                               |
| Église Saint-Vincent-de-Paul de Reims                                    | Reims                           |         | 49° 15′ 17″ nord, 4° 03′ 34″ est | ACR0000533     |                                                                                     |             | Église Saint-Vincent-de-Paul de Reims                                    |
| Église Notre-Dame-de-France de Reims                                     | Reims                           |         | 49° 16′ 45″ nord, 4° 01′ 40″ est |                |                                                                                     |             | Église Notre-Dame-de-France de Reims                                     |
| Église Saint-Pierre de Reims                                             | Reims                           |         | 49° 13′ 34″ nord, 4° 02′ 12″ est |                |                                                                                     |             | Église Saint-Pierre de Reims                                             |
| Église de la Bienheureuse-Vierge-Marie-de-la-Nativité de Remaucourt      | Remaucourt                      |         | 49° 36′ 35″ nord, 4° 14′ 10″ est |                |                                                                                     |             | Église de la Bienheureuse-Vierge-Marie-de-la-Nativité de Remaucourt      |
| Église Saint-Rémi de Remilly-Aillicourt                                  | Remilly-Aillicourt              |         | 49° 39′ 01″ nord, 4° 59′ 38″ est | « PA00078485 » | Inscrit MH                                                                          | 1938        | Église Saint-Rémi de Remilly-Aillicourt                                  |
| Église Saint-Martin de Remilly-les-Pothées                               | Remilly-les-Pothées             |         | 49° 46′ 52″ nord, 4° 31′ 53″ est | « PA00078558 » | Inscrit MH                                                                          | 1991        | Église Saint-Martin de Remilly-les-Pothées                               |
| Église Saint-Nicolas de Renneville                                       | Renneville                      |         | 49° 39′ 27″ nord, 4° 07′ 54″ est |                |                                                                                     |             | Église Saint-Nicolas de Renneville                                       |
| Église Notre-Dame de Renwez                                              | Renwez                          |         | 49° 50′ 18″ nord, 4° 36′ 08″ est | « PA00078487 » | Classé MH                                                                           | 1913        | Église Notre-Dame de Renwez                                              |
| Église Saint-Nicolas de Rethel                                           | Rethel                          |         | 49° 30′ 41″ nord, 4° 22′ 00″ est | « PA00078488 » | Classé MH                                                                           | 1846        | Église Saint-Nicolas de Rethel                                           |
| Église Saint-Remi de Rethel                                              | Rethel                          |         | 49° 30′ 31″ nord, 4° 21′ 59″ est |                |                                                                                     |             | Image manquante Téléverser                                               |
| Église Saint-Pierre de Pargny-Resson                                     | Rethel                          |         | 49° 29′ 56″ nord, 4° 24′ 06″ est |                |                                                                                     |             | Image manquante Téléverser                                               |
| Église des Dominicains de Revin                                          | Revin                           |         | 49° 56′ 38″ nord, 4° 38′ 06″ est | « PA00078489 » | Inscrit MH                                                                          | 1920        | Église des Dominicains de Revin                                          |
| Église Notre-Dame de Revin                                               | Revin                           |         | 49° 56′ 32″ nord, 4° 38′ 15″ est |                |                                                                                     |             | Image manquante Téléverser                                               |
| Église paroissiale Notre-Dame de Revin                                   | Revin                           |         | 49° 56′ 18″ nord, 4° 38′ 13″ est |                |                                                                                     |             | Image manquante Téléverser                                               |
| Église Saint-Waast de Rilly-sur-Aisne                                    | Rilly-sur-Aisne                 |         | 49° 29′ 12″ nord, 4° 38′ 03″ est | « PA00078490 » | Classé MH                                                                           | 1920        | Église Saint-Waast de Rilly-sur-Aisne                                    |
| Église Saint-Brice de Rimogne                                            | Rimogne                         |         | 49° 50′ 25″ nord, 4° 32′ 16″ est |                |                                                                                     |             | Église Saint-Brice de Rimogne                                            |
| Église Saint-Christophe de Rocquigny                                     | Rocquigny                       |         | 49° 41′ 23″ nord, 4° 14′ 52″ est |                |                                                                                     |             | Église Saint-Christophe de Rocquigny                                     |
| Église Saint-Amand de Mainbressy                                         | Rocquigny                       |         | 49° 42′ 23″ nord, 4° 13′ 14″ est |                |                                                                                     |             | Image manquante Téléverser                                               |
| Église Saint-Nicolas de Mainbresson                                      | Rocquigny                       |         | 49° 42′ 23″ nord, 4° 13′ 14″ est |                |                                                                                     |             | Image manquante Téléverser                                               |
| Église Saint-Urbain de la Hardoye                                        | Rocquigny                       |         | 49° 40′ 33″ nord, 4° 13′ 10″ est |                |                                                                                     |             | Église Saint-Urbain de la Hardoye                                        |
| Église Saint-Nicolas de Rocroi                                           | Rocroi                          |         | 49° 55′ 30″ nord, 4° 31′ 15″ est |                |                                                                                     |             | Église Saint-Nicolas de Rocroi                                           |
| Église Notre-Dame de Roizy                                               | Roizy                           |         | 49° 25′ 35″ nord, 4° 10′ 39″ est | « PA00078492 » | Classé MH                                                                           | 1920        | Église Notre-Dame de Roizy                                               |
| Église Saint-Étienne de Servion                                          | Rouvroy-sur-Audry               |         | 49° 47′ 03″ nord, 4° 29′ 58″ est | « PA00078493 » | Inscrit MH Eglise à l'exception du clocher-porche classé ; Classé MH Clocher-porche | 1981 ; 1981 | Église Saint-Étienne de Servion                                          |
| Église Sainte-Élisabeth de Rouvroy-sur-Audry                             | Rouvroy-sur-Audry               |         | 49° 47′ 18″ nord, 4° 29′ 38″ est |                |                                                                                     |             | Église Sainte-Élisabeth de Rouvroy-sur-Audry                             |
| Église Sainte-Geneviève de Rubigny                                       | Rubigny                         |         | 49° 40′ 56″ nord, 4° 11′ 46″ est |                |                                                                                     |             | Église Sainte-Geneviève de Rubigny                                       |
| Église Saint-Sulpice de Rumigny                                          | Rumigny                         |         | 49° 48′ 30″ nord, 4° 16′ 05″ est | « PA00078495 » | Inscrit MH                                                                          | 1926        | Église Saint-Sulpice de Rumigny                                          |
| Église Saint-Remi de Sachy                                               | Sachy                           |         | 49° 40′ 07″ nord, 5° 08′ 01″ est |                |                                                                                     |             | Église Saint-Remi de Sachy                                               |
| Église Saint-Bavon de Sailly                                             | Sailly                          |         | 49° 36′ 42″ nord, 5° 10′ 29″ est |                |                                                                                     |             | Image manquante Téléverser                                               |
| Église Saint-Aignan de Saint-Aignan (Ardennes)                           | Saint-Aignan                    |         | 49° 39′ 13″ nord, 4° 50′ 41″ est | « PA00078496 » | Inscrit MH                                                                          | 1986        | Église Saint-Aignan de Saint-Aignan (Ardennes)                           |
| Église Saint-Clément de Saint-Clément-à-Arnes                            | Saint-Clément-à-Arnes           |         | 49° 18′ 04″ nord, 4° 25′ 44″ est |                |                                                                                     |             | Église Saint-Clément de Saint-Clément-à-Arnes                            |
| Église Saint-Ferréol de Saint-Fergeux                                    | Saint-Fergeux                   |         | 49° 33′ 45″ nord, 4° 12′ 54″ est | « PA00078498 » | Inscrit MH                                                                          | 1926        | Église Saint-Ferréol de Saint-Fergeux                                    |
| Église Saint-Germain de Saint-Germainmont                                | Saint-Germainmont               |         | 49° 30′ 29″ nord, 4° 07′ 53″ est |                |                                                                                     |             | Église Saint-Germain de Saint-Germainmont                                |
| Église Saint-Jean-Baptiste de Saint-Jean-aux-Bois                        | Saint-Jean-aux-Bois             |         | 49° 43′ 27″ nord, 4° 18′ 30″ est |                |                                                                                     |             | Église Saint-Jean-Baptiste de Saint-Jean-aux-Bois                        |
| Église Saint-Juvin de Saint-Juvin                                        | Saint-Juvin                     |         | 49° 20′ 10″ nord, 4° 56′ 20″ est | « PA00078500 » | Classé MH                                                                           | 1920        | Église Saint-Juvin de Saint-Juvin                                        |
| Église Saint-Lambert de Saint-Lambert (Ardennes)                         | Saint-Lambert-et-Mont-de-Jeux   |         | 49° 29′ 54″ nord, 4° 36′ 34″ est |                |                                                                                     |             | Église Saint-Lambert de Saint-Lambert (Ardennes)                         |
| Église de Mont-de-Jeux                                                   | Saint-Lambert-et-Mont-de-Jeux   |         | 49° 29′ 42″ nord, 4° 38′ 28″ est |                |                                                                                     |             | Église de Mont-de-Jeux                                                   |
| Église Saint-Laurent de Saint-Laurent (Ardennes)                         | Saint-Laurent                   |         | 49° 45′ 48″ nord, 4° 46′ 15″ est |                |                                                                                     |             | Église Saint-Laurent de Saint-Laurent (Ardennes)                         |
| Église Saint-Loup de Saint-Loup-Terrier                                  | Saint-Loup-Terrier              |         | 49° 34′ 39″ nord, 4° 36′ 59″ est | « PA00078501 » | Classé MH                                                                           | 1984        | Église Saint-Loup de Saint-Loup-Terrier                                  |
| Église Saint-Loup de Saint-Loup-en-Champagne                             | Saint-Loup-en-Champagne         |         | 49° 27′ 21″ nord, 4° 13′ 09″ est |                |                                                                                     |             | Église Saint-Loup de Saint-Loup-en-Champagne                             |
| Église Saint-Martial de Saint-Marceau                                    | Saint-Marceau                   |         | 49° 42′ 37″ nord, 4° 43′ 16″ est |                |                                                                                     |             | Église Saint-Martial de Saint-Marceau                                    |
| Église Saint-Marcel de Saint-Marcel (Ardennes)                           | Saint-Marcel                    |         | 49° 45′ 45″ nord, 4° 34′ 22″ est | « PA00078504 » | Classé MH                                                                           | 1911        | Église Saint-Marcel de Saint-Marcel (Ardennes)                           |
| Église Saint-Memmie de Saint-Menges                                      | Saint-Menges                    |         | 49° 44′ 18″ nord, 4° 55′ 36″ est |                |                                                                                     |             | Église Saint-Memmie de Saint-Menges                                      |
| Église Saint-Maurice de Saint-Morel                                      | Saint-Morel                     |         | 49° 20′ 15″ nord, 4° 41′ 37″ est | « PA00078506 » | Classé MH                                                                           | 1919        | Église Saint-Maurice de Saint-Morel                                      |
| Église Saint-Pierre de Saint-Pierre-sur-Vence                            | Saint-Pierre-sur-Vence          |         | 49° 41′ 37″ nord, 4° 40′ 25″ est |                |                                                                                     |             | Église Saint-Pierre de Saint-Pierre-sur-Vence                            |
| Église Saint-Pierre de Saint-Pierre-à-Arnes                              | Saint-Pierre-à-Arnes            |         | 49° 18′ 00″ nord, 4° 27′ 14″ est |                |                                                                                     |             | Église Saint-Pierre de Saint-Pierre-à-Arnes                              |
| Église Saint-Pierre de Saint-Pierremont                                  | Saint-Pierremont                |         | 49° 29′ 09″ nord, 4° 56′ 11″ est | « PA00078507 » | Inscrit MH                                                                          | 1926        | Église Saint-Pierre de Saint-Pierremont                                  |
| Église Saint-Quentin de Saint-Quentin-le-Petit                           | Saint-Quentin-le-Petit          |         | 49° 35′ 00″ nord, 4° 04′ 40″ est |                |                                                                                     |             | Église Saint-Quentin de Saint-Quentin-le-Petit                           |
| Église Saint-Remi de Saint-Remy-le-Petit                                 | Saint-Remy-le-Petit             |         | 49° 24′ 52″ nord, 4° 14′ 21″ est |                |                                                                                     |             | Église Saint-Remi de Saint-Remy-le-Petit                                 |
| Église Saint-Étienne de Saint-Étienne-à-Arnes                            | Saint-Étienne-à-Arnes           |         | 49° 18′ 38″ nord, 4° 29′ 37″ est |                |                                                                                     |             | Église Saint-Étienne de Saint-Étienne-à-Arnes                            |
| Église Notre-Dame de Sainte-Marie                                        | Sainte-Marie                    |         | 49° 22′ 18″ nord, 4° 40′ 04″ est |                |                                                                                     |             | Église Notre-Dame de Sainte-Marie                                        |
| Église Notre-Dame de Sainte-Vaubourg                                     | Sainte-Vaubourg                 |         | 49° 27′ 30″ nord, 4° 35′ 19″ est | « PA00078509 » | Classé MH                                                                           | 1862        | Église Notre-Dame de Sainte-Vaubourg                                     |
| Église Saint-Martin de Sapogne-et-Feuchères                              | Sapogne-et-Feuchères            |         | 49° 39′ 32″ nord, 4° 47′ 48″ est |                |                                                                                     |             | Église Saint-Martin de Sapogne-et-Feuchères                              |
| Église Saint-Ouen de Sapogne-sur-Marche                                  | Sapogne-sur-Marche              |         | 49° 35′ 57″ nord, 5° 19′ 07″ est |                |                                                                                     |             | Image manquante Téléverser                                               |
| Église Saint-Crépin-Saint-Crépinien de Saulces-Champenoises              | Saulces-Champenoises            |         | 49° 26′ 57″ nord, 4° 30′ 16″ est | « PA00078511 » | Inscrit MH                                                                          | 1930        | Église Saint-Crépin-Saint-Crépinien de Saulces-Champenoises              |
| Église Saint-Nicolas de Saulces-Monclin                                  | Saulces-Monclin                 |         | 49° 34′ 33″ nord, 4° 29′ 51″ est |                |                                                                                     |             | Église Saint-Nicolas de Saulces-Monclin                                  |
| Église Saint-Remi de Sault-Saint-Remy                                    | Sault-Saint-Remy                |         | 49° 25′ 36″ nord, 4° 09′ 40″ est |                |                                                                                     |             | Image manquante Téléverser                                               |
| Église Saint-Remi de Sauville                                            | Sauville                        |         | 49° 33′ 20″ nord, 4° 47′ 40″ est |                |                                                                                     |             | Église Saint-Remi de Sauville                                            |
| Église Notre-Dame de Savigny-sur-Aisne                                   | Savigny-sur-Aisne               |         | 49° 21′ 35″ nord, 4° 43′ 31″ est | « PA00078514 » | Classé MH                                                                           | 1913        | Église Notre-Dame de Savigny-sur-Aisne                                   |
| Église Saint-Charles-Borromée de Sedan                                   | Sedan                           |         | 49° 42′ 03″ nord, 4° 56′ 50″ est | « PA00078520 » | Classé MH                                                                           | 1980        | Église Saint-Charles-Borromée de Sedan                                   |
| Église Notre-Dame-et-Saint-Léger de Torcy                                | Sedan                           |         | 49° 41′ 58″ nord, 4° 56′ 00″ est |                |                                                                                     |             | Église Notre-Dame-et-Saint-Léger de Torcy                                |
| Église Saint-Étienne de Fond de Givonne                                  | Sedan                           |         | 49° 42′ 11″ nord, 4° 57′ 50″ est |                |                                                                                     |             | Église Saint-Étienne de Fond de Givonne                                  |
| Église Saint-Pierre de Frénois                                           | Sedan                           |         | 49° 41′ 20″ nord, 4° 54′ 11″ est |                |                                                                                     |             | Église Saint-Pierre de Frénois                                           |
| Église Saint-Vincent-de-Paul de Torcy                                    | Sedan                           |         | 49° 41′ 50″ nord, 4° 55′ 12″ est |                |                                                                                     |             | Église Saint-Vincent-de-Paul de Torcy                                    |
| Église Saint-Pierre-et-Saint-Paul de Semide                              | Semide                          |         | 49° 20′ 22″ nord, 4° 34′ 59″ est |                |                                                                                     |             | Église Saint-Pierre-et-Saint-Paul de Semide                              |
| Église Saint-Nicolas de Semuy                                            | Semuy                           |         | 49° 29′ 07″ nord, 4° 39′ 25″ est | « PA00078526 » | Classé MH                                                                           | 1920        | Église Saint-Nicolas de Semuy                                            |
| Église Saint-Nicolas de Senuc                                            | Senuc                           |         | 49° 18′ 44″ nord, 4° 50′ 14″ est |                |                                                                                     |             | Église Saint-Nicolas de Senuc                                            |
| Église Saint-Jean-Baptiste de Seraincourt                                | Seraincourt                     |         | 49° 36′ 40″ nord, 4° 12′ 05″ est |                |                                                                                     |             | Église Saint-Jean-Baptiste de Seraincourt                                |
| Église Saint-Jean-Baptiste de Sery                                       | Sery                            |         | 49° 34′ 57″ nord, 4° 20′ 53″ est |                |                                                                                     |             | Église Saint-Jean-Baptiste de Sery                                       |
| Église Notre-Dame de Seuil                                               | Seuil                           |         | 49° 28′ 53″ nord, 4° 27′ 10″ est |                |                                                                                     |             | Église Notre-Dame de Seuil                                               |
| Église Saint-Pierre de Signy-Montlibert                                  | Signy-Montlibert                |         | 49° 34′ 41″ nord, 5° 18′ 13″ est |                |                                                                                     |             | Église Saint-Pierre de Signy-Montlibert                                  |
| Église Saint-Michel de Signy-l'Abbaye                                    | Signy-l'Abbaye                  |         | 49° 41′ 51″ nord, 4° 25′ 15″ est |                |                                                                                     |             | Église Saint-Michel de Signy-l'Abbaye                                    |
| Église Saint-Médard de Librecy                                           | Signy-l'Abbaye                  |         | 49° 42′ 36″ nord, 4° 24′ 38″ est |                |                                                                                     |             | Église Saint-Médard de Librecy                                           |
| Église Saint-Nicolas de Signy-le-Petit                                   | Signy-le-Petit                  |         | 49° 54′ 13″ nord, 4° 16′ 45″ est | « PA00078527 » | Inscrit MH                                                                          | 1926        | Église Saint-Nicolas de Signy-le-Petit                                   |
| Église Saint-Martin de Singly                                            | Singly                          |         | 49° 38′ 30″ nord, 4° 41′ 59″ est |                |                                                                                     |             | Église Saint-Martin de Singly                                            |
| Église Saint-Jean de Sommauthe                                           | Sommauthe                       |         | 49° 29′ 33″ nord, 4° 59′ 01″ est |                |                                                                                     |             | Église Saint-Jean de Sommauthe                                           |
| Église Saint-Jean-Baptiste de Sommerance                                 | Sommerance                      |         | 49° 19′ 44″ nord, 4° 59′ 11″ est |                |                                                                                     |             | Église Saint-Jean-Baptiste de Sommerance                                 |
| Église Saint-Jean-Baptiste de Son                                        | Son                             |         | 49° 34′ 53″ nord, 4° 16′ 36″ est |                |                                                                                     |             | Église Saint-Jean-Baptiste de Son                                        |
| Église Saint-Benoît de Sorbon                                            | Sorbon                          |         | 49° 32′ 16″ nord, 4° 21′ 25″ est |                |                                                                                     |             | Église Saint-Benoît de Sorbon                                            |
| Église Notre-Dame de Sorcy-Bauthémont                                    | Sorcy-Bauthémont                |         | 49° 32′ 18″ nord, 4° 32′ 17″ est | « PA00078528 » | Classé MH                                                                           | 1986        | Église Notre-Dame de Sorcy-Bauthémont                                    |
| Église Saint-Jean-Baptiste de Sormonne                                   | Sormonne                        |         | 49° 48′ 39″ nord, 4° 34′ 00″ est |                |                                                                                     |             | Église Saint-Jean-Baptiste de Sormonne                                   |
| Église Notre-Dame de Stonne                                              | Stonne                          |         | 49° 33′ 02″ nord, 4° 55′ 34″ est | « PA08000017 » | Inscrit MH                                                                          | 2015        | Église Notre-Dame de Stonne                                              |
| Église Saint-Remi de Sugny                                               | Sugny                           |         | 49° 21′ 32″ nord, 4° 39′ 25″ est |                |                                                                                     |             | Église Saint-Remi de Sugny                                               |
| Église Saint-Brice de Sury                                               | Sury                            |         | 49° 45′ 56″ nord, 4° 36′ 32″ est |                |                                                                                     |             | Église Saint-Brice de Sury                                               |
| Église Saint-Barthélemy de Suzanne                                       | Suzanne                         |         | 49° 30′ 59″ nord, 4° 38′ 06″ est |                |                                                                                     |             | Église Saint-Barthélemy de Suzanne                                       |
| Église Saint-Laurent de Sy                                               | Sy                              |         | 49° 30′ 56″ nord, 4° 52′ 09″ est |                |                                                                                     |             | Église Saint-Laurent de Sy                                               |
| Église Saint-Rémi de Séchault                                            | Séchault                        |         | 49° 15′ 51″ nord, 4° 44′ 19″ est | « PA00078516 » | Inscrit MH                                                                          | 1926        | Église Saint-Rémi de Séchault                                            |
| Église Saint-Lambert de Sécheval                                         | Sécheval                        |         | 49° 51′ 32″ nord, 4° 39′ 40″ est |                |                                                                                     |             | Église Saint-Lambert de Sécheval                                         |
| Église Saint-Leu de Sévigny-Waleppe                                      | Sévigny-Waleppe                 |         | 49° 36′ 17″ nord, 4° 04′ 55″ est | « PA00135303 » | Inscrit MH                                                                          | 1995        | Église Saint-Leu de Sévigny-Waleppe                                      |
| Église Notre-Dame de Sévigny-la-Forêt                                    | Sévigny-la-Forêt                |         | 49° 53′ 11″ nord, 4° 29′ 33″ est |                |                                                                                     |             | Église Notre-Dame de Sévigny-la-Forêt                                    |
| Église Saint-Pierre de Tagnon                                            | Tagnon                          |         | 49° 26′ 19″ nord, 4° 17′ 24″ est | « PA00078529 » | Inscrit MH                                                                          | 1926        | Église Saint-Pierre de Tagnon                                            |
| Église Saint-Charles de Taillette                                        | Taillette                       |         | 49° 55′ 51″ nord, 4° 29′ 13″ est |                |                                                                                     |             | Église Saint-Charles de Taillette                                        |
| Église Saint-Juvin de Remonville                                         | Tailly                          |         | 49° 23′ 23″ nord, 5° 02′ 18″ est |                |                                                                                     |             | Image manquante Téléverser                                               |
| Église Saint-Laurent de Barricourt                                       | Tailly                          |         | 49° 25′ 31″ nord, 5° 03′ 04″ est |                |                                                                                     |             | Église Saint-Laurent de Barricourt                                       |
| Église Saint-Nicolas d'Andevanne                                         | Tailly                          |         | 49° 23′ 25″ nord, 5° 04′ 48″ est |                |                                                                                     |             | Image manquante Téléverser                                               |
| Église Saint-Remi de Tailly                                              | Tailly                          |         | 49° 26′ 07″ nord, 5° 04′ 55″ est |                |                                                                                     |             | Image manquante Téléverser                                               |
| Église Saint-Maurice de Taizy                                            | Taizy                           |         | 49° 31′ 20″ nord, 4° 15′ 32″ est |                |                                                                                     |             | Image manquante Téléverser                                               |
| Église Saint-Martin de Tannay                                            | Tannay                          |         | 49° 31′ 33″ nord, 4° 50′ 01″ est | « PA00078530 » | Classé MH                                                                           | 1972        | Église Saint-Martin de Tannay                                            |
| Église Saint-Cyr-et-Sainte-Juliette de Tarzy                             | Tarzy                           |         | 49° 52′ 11″ nord, 4° 17′ 44″ est |                |                                                                                     |             | Église Saint-Cyr-et-Sainte-Juliette de Tarzy                             |
| Église Saint-Sixte de Thelonne                                           | Thelonne                        |         | 49° 39′ 00″ nord, 4° 56′ 36″ est |                |                                                                                     |             | Église Saint-Sixte de Thelonne                                           |
| Église Saint-Hubert de Nohan                                             | Thilay                          |         | 49° 53′ 09″ nord, 4° 49′ 17″ est |                |                                                                                     |             | Image manquante Téléverser                                               |
| Église Saint-Remi de Thilay                                              | Thilay                          |         | 49° 52′ 24″ nord, 4° 48′ 28″ est |                |                                                                                     |             | Église Saint-Remi de Thilay                                              |
| Église Saint-Quentin de Thin-le-Moutier                                  | Thin-le-Moutier                 |         | 49° 43′ 09″ nord, 4° 30′ 19″ est |                |                                                                                     |             | Église Saint-Quentin de Thin-le-Moutier                                  |
| Église Saint-Pierre de This                                              | This                            |         | 49° 44′ 57″ nord, 4° 36′ 34″ est |                |                                                                                     |             | Église Saint-Pierre de This                                              |
| Église Saint-Loup de Thugny-Trugny                                       | Thugny-Trugny                   |         | 49° 29′ 02″ nord, 4° 25′ 19″ est | « PA00078532 » | Classé MH                                                                           | 1920        | Église Saint-Loup de Thugny-Trugny                                       |
| Église Notre-Dame de Thénorgues                                          | Thénorgues                      |         | 49° 24′ 23″ nord, 4° 55′ 46″ est |                |                                                                                     |             | Église Notre-Dame de Thénorgues                                          |
| Église Saint-Fiacre de Toges                                             | Toges                           |         | 49° 25′ 29″ nord, 4° 46′ 34″ est |                |                                                                                     |             | Église Saint-Fiacre de Toges                                             |
| Église Saint-Remi de Touligny                                            | Touligny                        |         | 49° 40′ 15″ nord, 4° 36′ 56″ est |                |                                                                                     |             | Image manquante Téléverser                                               |
| Église Saint-Amand de Tourcelles-Chaumont                                | Tourcelles-Chaumont             |         | 49° 24′ 06″ nord, 4° 36′ 08″ est |                |                                                                                     |             | Église Saint-Amand de Tourcelles-Chaumont                                |
| Église Saint-Martin de Tournes                                           | Tournes                         |         | 49° 47′ 52″ nord, 4° 38′ 13″ est | « PA00078533 » | Classé MH                                                                           | 1923        | Église Saint-Martin de Tournes                                           |
| Église Saint-Brice de Tourteron                                          | Tourteron                       |         | 49° 32′ 27″ nord, 4° 38′ 15″ est | « PA00078535 » | Classé MH                                                                           | 1913        | Église Saint-Brice de Tourteron                                          |
| Église Sainte-Croix de Tremblois-lès-Carignan                            | Tremblois-lès-Carignan          |         | 49° 39′ 27″ nord, 5° 15′ 21″ est |                |                                                                                     |             | Église Sainte-Croix de Tremblois-lès-Carignan                            |
| Église Saint-Luc de Tremblois-lès-Rocroi                                 | Tremblois-lès-Rocroi            |         | 49° 50′ 55″ nord, 4° 29′ 47″ est |                |                                                                                     |             | Église Saint-Luc de Tremblois-lès-Rocroi                                 |
| Église Saint-Pierre de Tétaigne                                          | Tétaigne                        |         | 49° 39′ 05″ nord, 5° 07′ 55″ est |                |                                                                                     |             | Église Saint-Pierre de Tétaigne                                          |
| Église Saint-Remi de Vandy                                               | Vandy                           |         | 49° 26′ 02″ nord, 4° 42′ 14″ est |                |                                                                                     |             | Église Saint-Remi de Vandy                                               |
| Église Saint-Remi de Vaux-Champagne                                      | Vaux-Champagne                  |         | 49° 26′ 36″ nord, 4° 33′ 22″ est |                |                                                                                     |             | Église Saint-Remi de Vaux-Champagne                                      |
| Église Saint-Pierre-Saint-Sébastien de Vaux-Montreuil                    | Vaux-Montreuil                  |         | 49° 34′ 36″ nord, 4° 33′ 50″ est |                |                                                                                     |             | Église Saint-Pierre-Saint-Sébastien de Vaux-Montreuil                    |
| Église Saint-Remi de Vaux-Villaine                                       | Vaux-Villaine                   |         | 49° 46′ 13″ nord, 4° 28′ 23″ est |                |                                                                                     |             | Église Saint-Remi de Vaux-Villaine                                       |
| Église Sainte-Gertrude de Vaux-en-Dieulet                                | Vaux-en-Dieulet                 |         | 49° 28′ 57″ nord, 4° 59′ 29″ est |                |                                                                                     |             | Image manquante Téléverser                                               |
| Église Saint-Martin de Vaux-lès-Mouron                                   | Vaux-lès-Mouron                 |         | 49° 18′ 01″ nord, 4° 47′ 01″ est |                |                                                                                     |             | Église Saint-Martin de Vaux-lès-Mouron                                   |
| Église Saint-Sébastien de Vaux-lès-Mouzon                                | Vaux-lès-Mouzon                 |         | 49° 36′ 30″ nord, 5° 07′ 45″ est |                |                                                                                     |             | Église Saint-Sébastien de Vaux-lès-Mouzon                                |
| Église Saint-Sébastien de Vaux-lès-Rubigny                               | Vaux-lès-Rubigny                |         | 49° 41′ 32″ nord, 4° 11′ 09″ est |                |                                                                                     |             | Église Saint-Sébastien de Vaux-lès-Rubigny                               |
| Église Saint-Martin de Vendresse                                         | Vendresse                       |         | 49° 36′ 12″ nord, 4° 47′ 42″ est | « PA00078537 » | Inscrit MH                                                                          | 1972        | Église Saint-Martin de Vendresse                                         |
| Église Saint-François-d'Assise de la Cassine                             | Vendresse                       |         | 49° 34′ 53″ nord, 4° 48′ 50″ est |                |                                                                                     |             | Église Saint-François-d'Assise de la Cassine                             |
| Église Saint-Laurent de Verpel                                           | Verpel                          |         | 49° 22′ 59″ nord, 4° 56′ 02″ est | « PA00078539 » | Classé MH                                                                           | 1846        | Église Saint-Laurent de Verpel                                           |
| Église Saint-Thomas de Verrières                                         | Verrières                       |         | 49° 29′ 38″ nord, 4° 52′ 22″ est |                |                                                                                     |             | Église Saint-Thomas de Verrières                                         |
| Église Saint-Rémi de Viel-Saint-Remy                                     | Viel-Saint-Remy                 |         | 49° 37′ 47″ nord, 4° 30′ 10″ est | « PA00078540 » | Inscrit MH                                                                          | 1943        | Église Saint-Rémi de Viel-Saint-Remy                                     |
| Église Saint-Marc de Margy                                               | Viel-Saint-Remy                 |         | 49° 37′ 07″ nord, 4° 28′ 36″ est |                |                                                                                     |             | Image manquante Téléverser                                               |
| Église Notre-Dame de Vieux-lès-Asfeld                                    | Vieux-lès-Asfeld                |         | 49° 27′ 29″ nord, 4° 06′ 12″ est |                |                                                                                     |             | Église Notre-Dame de Vieux-lès-Asfeld                                    |
| Église de la Nativité-de-la-Bienheureuse-Vierge-Marie de Ville-sur-Lumes | Ville-sur-Lumes                 |         | 49° 45′ 14″ nord, 4° 47′ 23″ est |                |                                                                                     |             | Église de la Nativité-de-la-Bienheureuse-Vierge-Marie de Ville-sur-Lumes |
| Église Saint-Martin de Ville-sur-Retourne                                | Ville-sur-Retourne              |         | 49° 23′ 47″ nord, 4° 26′ 48″ est |                |                                                                                     |             | Image manquante Téléverser                                               |
| Église Saint-Pierre de Villers-Semeuse                                   | Villers-Semeuse                 |         | 49° 44′ 22″ nord, 4° 45′ 04″ est | « PA00078541 » | Inscrit MH                                                                          | 1972        | Église Saint-Pierre de Villers-Semeuse                                   |
| Église Saint-Pierre de Villers-devant-Mouzon                             | Villers-devant-Mouzon           |         | 49° 37′ 31″ nord, 5° 01′ 56″ est |                |                                                                                     |             | Image manquante Téléverser                                               |
| Église Notre-Dame de Villers-devant-le-Thour                             | Villers-devant-le-Thour         |         | 49° 30′ 25″ nord, 4° 05′ 18″ est |                |                                                                                     |             | Église Notre-Dame de Villers-devant-le-Thour                             |
| Église Saint-Nicaise de Villers-le-Tilleul                               | Villers-le-Tilleul              |         | 49° 38′ 10″ nord, 4° 43′ 35″ est |                |                                                                                     |             | Église Saint-Nicaise de Villers-le-Tilleul                               |
| Église Saint-Sindulphe de Villers-le-Tourneur                            | Villers-le-Tourneur             |         | 49° 37′ 36″ nord, 4° 33′ 58″ est |                |                                                                                     |             | Église Saint-Sindulphe de Villers-le-Tourneur                            |
| Église Saint-Remi de Villers-sur-Bar                                     | Villers-sur-Bar                 |         | 49° 40′ 47″ nord, 4° 51′ 00″ est |                |                                                                                     |             | Église Saint-Remi de Villers-sur-Bar                                     |
| Église Saint-Boniface de Villers-sur-le-Mont                             | Villers-sur-le-Mont             |         | 49° 39′ 53″ nord, 4° 40′ 48″ est |                |                                                                                     |             | Église Saint-Boniface de Villers-sur-le-Mont                             |
| Église Saint-Martin de Villy                                             | Villy                           |         | 49° 35′ 37″ nord, 5° 13′ 35″ est |                |                                                                                     |             | Image manquante Téléverser                                               |
| Collégiale Saint-Ermel de Vireux-Molhain                                 | Vireux-Molhain                  |         | 50° 05′ 21″ nord, 4° 42′ 34″ est | « PA00078543 » | Classé MH                                                                           | 1964        | Collégiale Saint-Ermel de Vireux-Molhain                                 |
| Église Saint-Martin de Vireux-Molhain                                    | Vireux-Molhain                  |         | 50° 05′ 07″ nord, 4° 43′ 27″ est |                |                                                                                     |             | Église Saint-Martin de Vireux-Molhain                                    |
| Église Saint-Georges de Vireux-Wallerand                                 | Vireux-Wallerand                |         | 50° 05′ 01″ nord, 4° 43′ 54″ est |                |                                                                                     |             | Image manquante Téléverser                                               |
| Église Saint-Julien de Vivier-au-Court                                   | Vivier-au-Court                 |         | 49° 44′ 00″ nord, 4° 49′ 49″ est |                |                                                                                     |             | Église Saint-Julien de Vivier-au-Court                                   |
| Église Notre-Dame de Voncq                                               | Voncq                           |         | 49° 28′ 15″ nord, 4° 39′ 58″ est | « PA00078544 » | Classé MH                                                                           | 1920        | Église Notre-Dame de Voncq                                               |
| Église Saint-Charles de Bosseval-et-Briancourt                           | Vrigne aux Bois                 |         | 49° 45′ 16″ nord, 4° 52′ 33″ est |                |                                                                                     |             | Église Saint-Charles de Bosseval-et-Briancourt                           |
| Église Saint-Pierre de Vrigne-aux-Bois                                   | Vrigne aux Bois                 |         | 49° 44′ 12″ nord, 4° 51′ 34″ est |                |                                                                                     |             | Image manquante Téléverser                                               |
| Église Sainte-Croix de Vrigne-Meuse                                      | Vrigne-Meuse                    |         | 49° 42′ 06″ nord, 4° 50′ 36″ est |                |                                                                                     |             | Église Sainte-Croix de Vrigne-Meuse                                      |
| Église Notre-Dame de Wadelincourt                                        | Wadelincourt                    |         | 49° 41′ 15″ nord, 4° 56′ 13″ est |                |                                                                                     |             | Église Notre-Dame de Wadelincourt                                        |
| Église Notre-Dame de Wagnon                                              | Wagnon                          |         | 49° 37′ 52″ nord, 4° 25′ 52″ est |                |                                                                                     |             | Église Notre-Dame de Wagnon                                              |
| Église Saint-Jean-Baptiste de Warcq                                      | Warcq                           |         | 49° 46′ 10″ nord, 4° 40′ 53″ est | « PA00078547 » | Classé MH                                                                           | 1927        | Église Saint-Jean-Baptiste de Warcq                                      |
| Église Saint-Paul de Warcq                                               | Warcq                           |         | 49° 46′ 46″ nord, 4° 41′ 41″ est | « EA08000015 » |                                                                                     |             | Église Saint-Paul de Warcq                                               |
| Église Saint-Martin de Warnécourt                                        | Warnécourt                      |         | 49° 43′ 57″ nord, 4° 39′ 06″ est |                |                                                                                     |             | Église Saint-Martin de Warnécourt                                        |
| Église Saint-Rémi de Wasigny                                             | Wasigny                         |         | 49° 37′ 57″ nord, 4° 21′ 29″ est |                |                                                                                     |             | Église Saint-Rémi de Wasigny                                             |
| Église Saint-Joseph de Wignicourt                                        | Wignicourt                      |         | 49° 34′ 43″ nord, 4° 34′ 45″ est |                |                                                                                     |             | Église Saint-Joseph de Wignicourt                                        |
| Église Saint-Barthélemy de Williers                                      | Williers                        |         | 49° 40′ 02″ nord, 5° 18′ 41″ est |                |                                                                                     |             | Église Saint-Barthélemy de Williers                                      |
| Église Saint-Remi d'Yoncq                                                | Yoncq                           |         | 49° 33′ 58″ nord, 5° 01′ 01″ est |                |                                                                                     |             | Église Saint-Remi d'Yoncq                                                |
| Église Saint-Martin d'Écly                                               | Écly                            |         | 49° 32′ 35″ nord, 4° 17′ 15″ est |                |                                                                                     |             | Église Saint-Martin d'Écly                                               |
| Église Saint-Remi d'Écordal                                              | Écordal                         |         | 49° 31′ 39″ nord, 4° 34′ 48″ est |                |                                                                                     |             | Église Saint-Remi d'Écordal                                              |
| Église Saint-Martin d'Étalle                                             | Étalle                          |         | 49° 50′ 48″ nord, 4° 26′ 39″ est |                |                                                                                     |             | Église Saint-Martin d'Étalle                                             |
| Église Sainte-Anne d'Éteignières                                         | Éteignières                     |         | 49° 53′ 09″ nord, 4° 23′ 16″ est |                |                                                                                     |             | Église Sainte-Anne d'Éteignières                                         |
| Église Saint-Julien d'Étrépigny                                          | Étrépigny                       |         | 49° 41′ 06″ nord, 4° 45′ 10″ est |                |                                                                                     |             | Église Saint-Julien d'Étrépigny                                          |
| Église Saint-Denis d'Évigny                                              | Évigny                          |         | 49° 43′ 52″ nord, 4° 40′ 20″ est | « PA00078435 » | Inscrit MH                                                                          | 1980        | Église Saint-Denis d'Évigny                                              |

### Autres sources
- Hubert Collin, Les Églises anciennes des Ardennes, Édition de l'office départemental du tourisme des Ardennes, 1969, 178 p., p. 24.
- Hubert Collin, Les églises rurales romanes du pays de Reims et des Ardennes, Société d’Études Ardennaises.
- Michel Coistia et Jean-Marie Lecomte, Les églises de la reconstruction dans les Ardennes., Éditions Noires  Terres, 2013, « Brigitte, Luc Simon et Benoît Marq au Chesne », p. 254-256.